# Коновал Тетяна Олексіївна

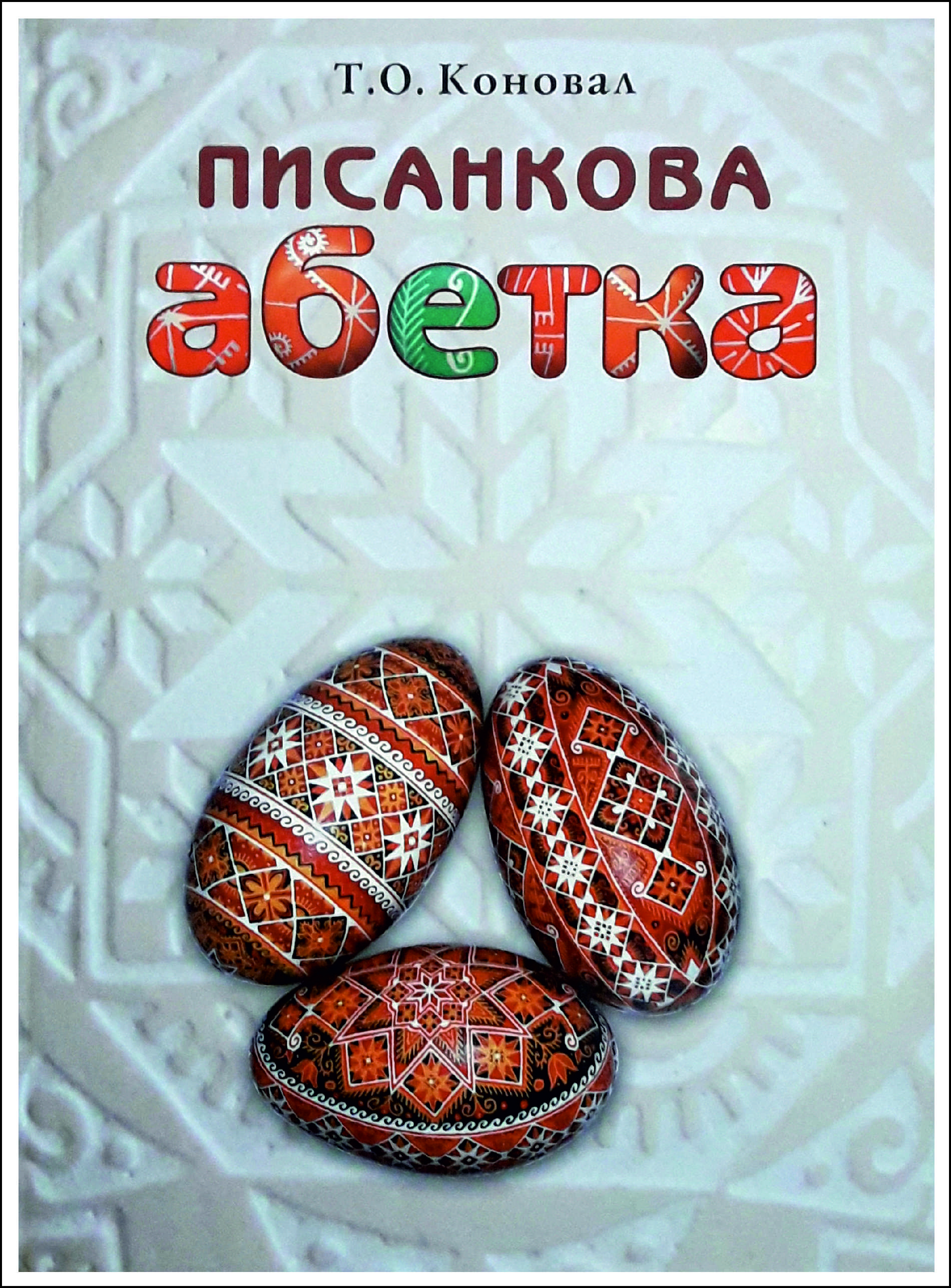
"ПИСАНКОВА АБЕТКА" авторка Тетяна Коновал

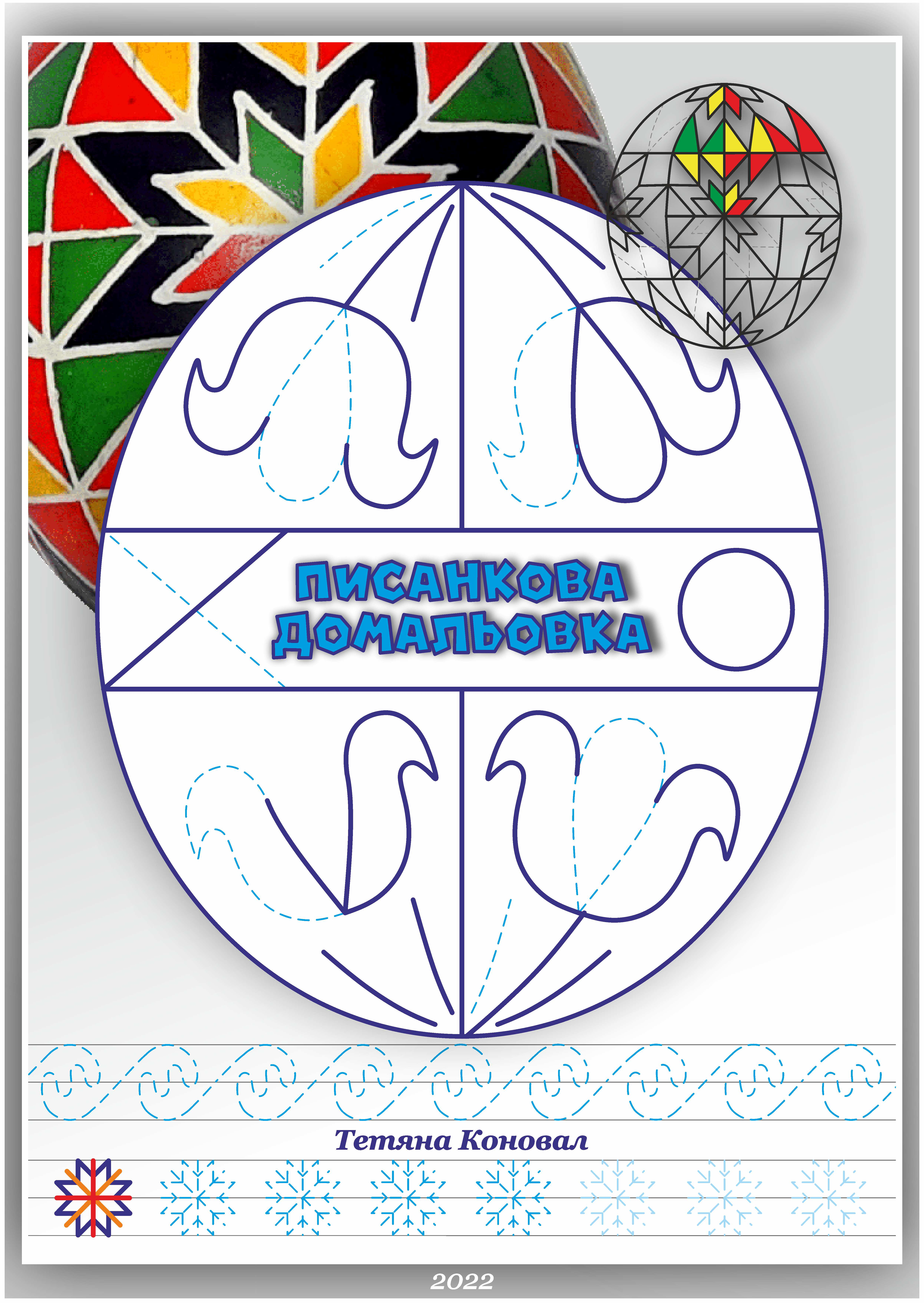
"ПИСАНКОВА ДОМАЛЬОВКА" авторка Тетяна Коновал

Коновал Тетяна Олексіївна (18 грудня 1971, Донецьк) — писанкарка, педагог. Заслужена майстриня народної творчості України (2009 р.). Членкиня Національної спілки майстрів народного мистецтва України (2001). Авторка книги «Писанкова абетка» (К., 2007). Редакторка двомовної книги "COME NASCE UNA PYSANKA - Як народжується писанка" (Італія, 2024). Створює традиційні писанки на курячих, гусячих та страусових яйцях, використовуючи старовинні писанкові орнаменти різних регіонів; розробляє авторські малюнки на слобожанські мотиви (техніки: традиційна різнокольорова, травлення оцтом коричневої та білої шкаралупи). Окремі роботи зберігаються у Донецькому, Луганському художніх музеях, Національному музеї народного мистецтва Гуцульщини та Покуття (м. Коломия Івано-Франківська обл.). Керівник студії писанкарства «Світанок України» в ЦДЮТ Деснянського району м. Києва .

## Біографія
Народилася 18 грудня 1971 року в Донецьку, виросла в селищі Розсипне на Донеччині в шахтарській родині. Бабуся Полосюк (Ківенко) Євдокія Прокопівна має походження з центральної України (с. Квітки, Корсунь-Шевченківський район). Закінчила художньо-графічний факультет педагогічного училища (1991 р.) м. Кам'янськ-Шахтинський Ростовської області. В період 1991—2014 р мешкала в прикордонному місті Довжанськ Луганської області. Перші 10 років працювала вихователькою у дитсадку, навчала дошкільнят писанкарству. 
- 2001 — керівник Свердловської студії писанкарства (Луганська область)
- 2012 — керівник Об'єднання свердловських майстрів та художників «ТОНУС».

- 2014 р — переселенка, переїзд до Києва

- 2015 р — керівник студії писанкарства «Світанок України» в ЦДЮТ Деснянського району м. Києва . Назва студії на честь рідної Луганщини.
- 2020 р — здійснює ДИСТАНЦІЙНЕ НАВЧАННЯ ПИСАНКАРСТВУ

Тетяна Коновал за фахом вчитель образотворчого мистецтва та креслення, педагог з багаторічним стажем, навчає дітей писанкарству, українському традиційному народному мистецтву.
Майстриня нагороджена медалями:
- «За заслуги перед Луганщиною»
- Срібна медаль "10 років Незалежності України"

### Родина
- 1992 р — народився син Коновал Дмитро Вікторович

- 2002 р — народилася дочка Коновал Єлизавета Вікторівна

## Творчість

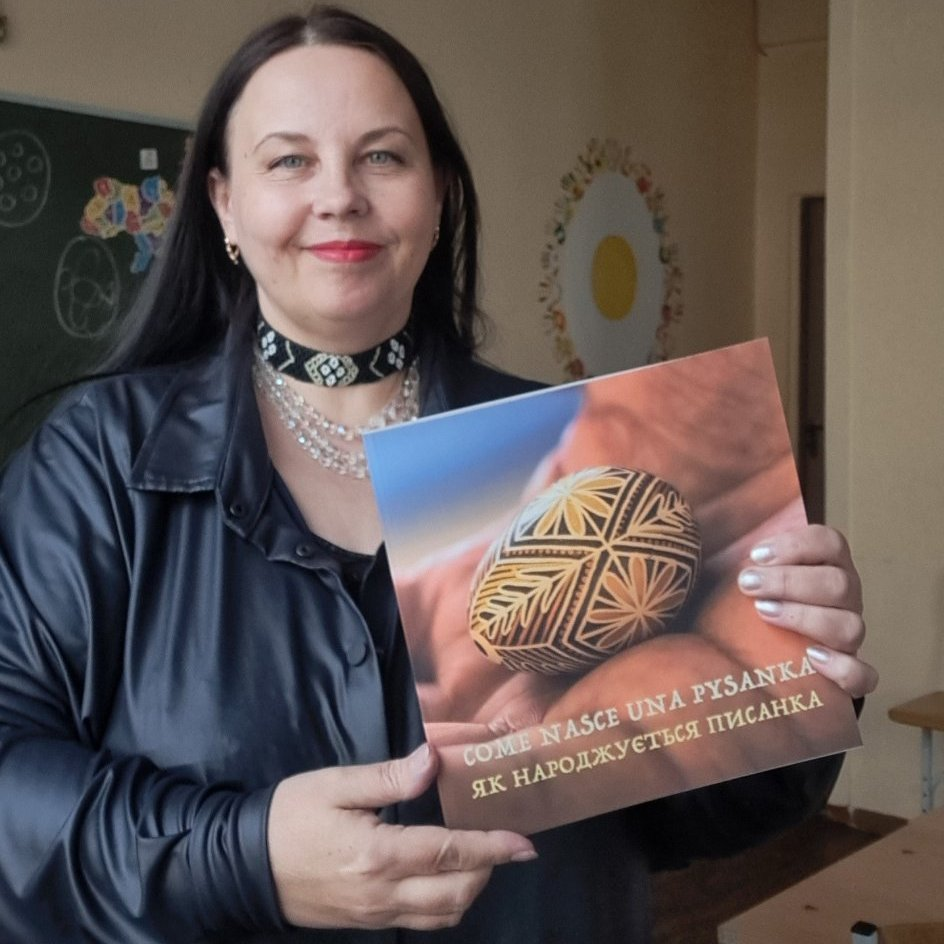
"COME NASCE UNA PYSANKA - ЯК НАРОДЖУЄТЬСЯ ПИСАНКА" редакторка Тетяна Коновал

Писанкарству навчалася у чоловіка В. Коновала. Написала більше 20 000 писанок. Працює в традиційній техніці воскового розпису натурального яйця. Досліджує, відтворює та класифікує старовинні зразки писанок різних регіонів України від Сяну до Дону, а також пише авторські писанки за оригінальною технологією. На своїх мініатюрах писанкарка з Луганщини пише сучасну історію України, писанки з українською символікою. Найбільш популярними є писанки Тетяни Коновал написані воском на коричневій шкаралупі яйця і послідовно витравлені оцтом, отримуючи декілька відтінків натурального коричневого кольору. Серія сюжетних писанок «Українське село», на яких способом витравлення майстриня використовує тримірність зображення на шкарлупі, має патент.
Писанкарка з Луганщини нотує писачком на яйці сучасну історію України. На її писанках орнаментовані тризуби, жовто-блакитні прапори, Бахмут, Херсон та інші міста України постраждалі від війни. Має онлайн магазин  "Lavky" і  Patreon "Tetiana Konoval  Pysanky UA".  

Майстриня бере активну участь у фестивалях, ярмарках, виставках. Персональні виставки відбулися в Таллінні (Естонія), Свердловську (2005, 2011), Хмельницькому (обидві — 2007), Луганську (2008), Самборі, Донецьку (2009), Вінниці (2010), Червонограді (2011), Коломиї, Києві (три персональні виставки в секретаріаті президента України В. Ющенка). Її роботи зберігаються в багатьох музеях і приватних колекціях всього світу.
Pysanky UA — бренд педагогічно-творчої діяльності Тетяни Коновал.
Майстриня створила навчальний ютуб канал «ТЕТЯНА КОНОВАЛ Pysanky UA», на платформі якого працює ОНЛАЙН ШКОЛА ПИСАНКАРСТВА де зібрані наступні серії уроків:
- 100 уроків писанкарства за С. Кульжинським
- Перша писанка
- "Писанкова символіка" дидактичні ігри
- Вірші про писанку і про Великдень
- та інші

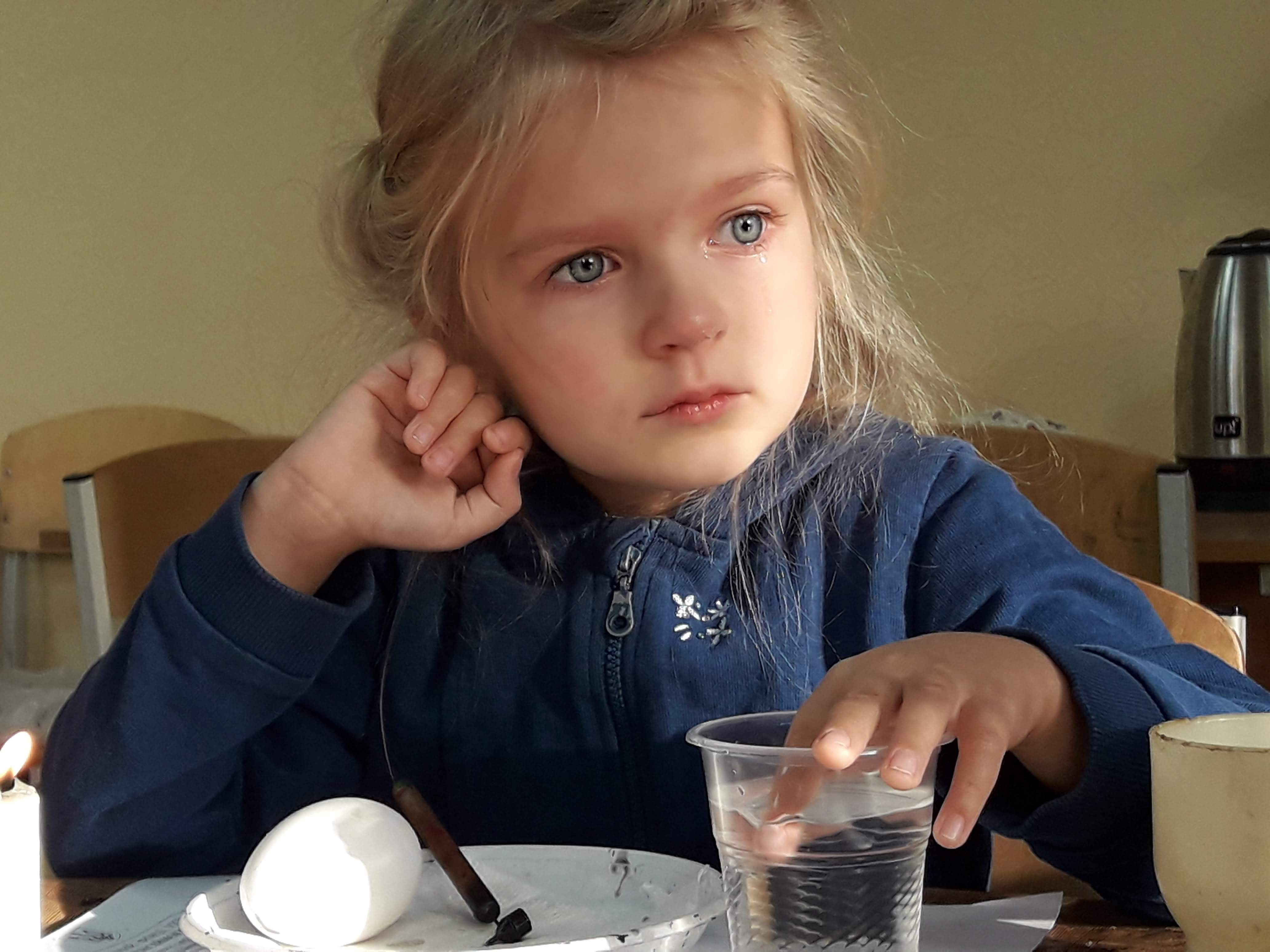
У писанкарок пальчики не золоті, а обпечені

Коновал Тетяна Олексіївна веде вчительський блог на порталі ВСЕОСВІТА і  FACEBOOK,  щорічно проводить дистанційні уроки та майстер-класи в музеях, бібліотеках, школах, коледжах різних країн  світу.
Майстриня-педагог створює онлайн ігри ПИСАНКОВІ ПАЗЛИ для дітей. Використовує це як нестандартний сучасний формат онлайн презентацій та виставок писанок учнів.   
Більше 2000 примірників книги "Писанкова абетка" залишилися в окупованому місті Довжанськ на Луганщині. 
Тетяна Коновал  авторка електронних інтерактивних книг "Розмальовка" і "Домальовка" та створює інші цифрові матеріали (дидактичні ігри, алфавіт, посібники з писанкарства та інше). 
У 2023 року Укрпошта презентувала нові стандартні поштові марки серії «Українська народна писанка» - №2035 «Одеська обл.», №2036 «Волинська обл.». Зображення писанок, що відтворені на стандартних поштових марках, Укрпошті надав Національний музей народного мистецтва Гуцульщини та Покуття імені Й. Кобринського. Авторка писанок Одеської й Волинської областей – Заслужена майстриня народної творчості України Тетяна Коновал

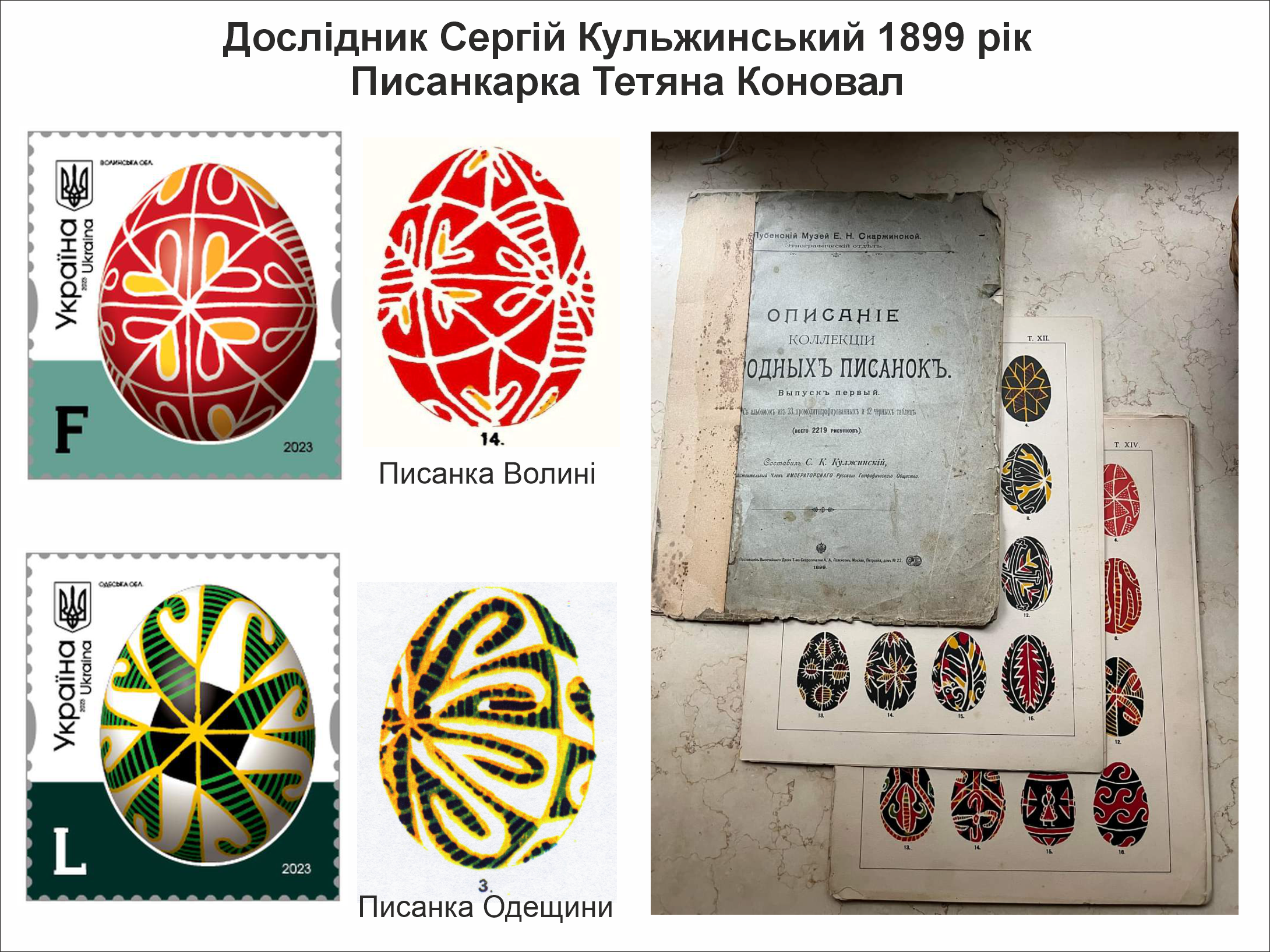
Писанкарка Тетяна Коновал

Студія писанкарства Тетяни Коновал СВІТАНОК УКРАЇНИ
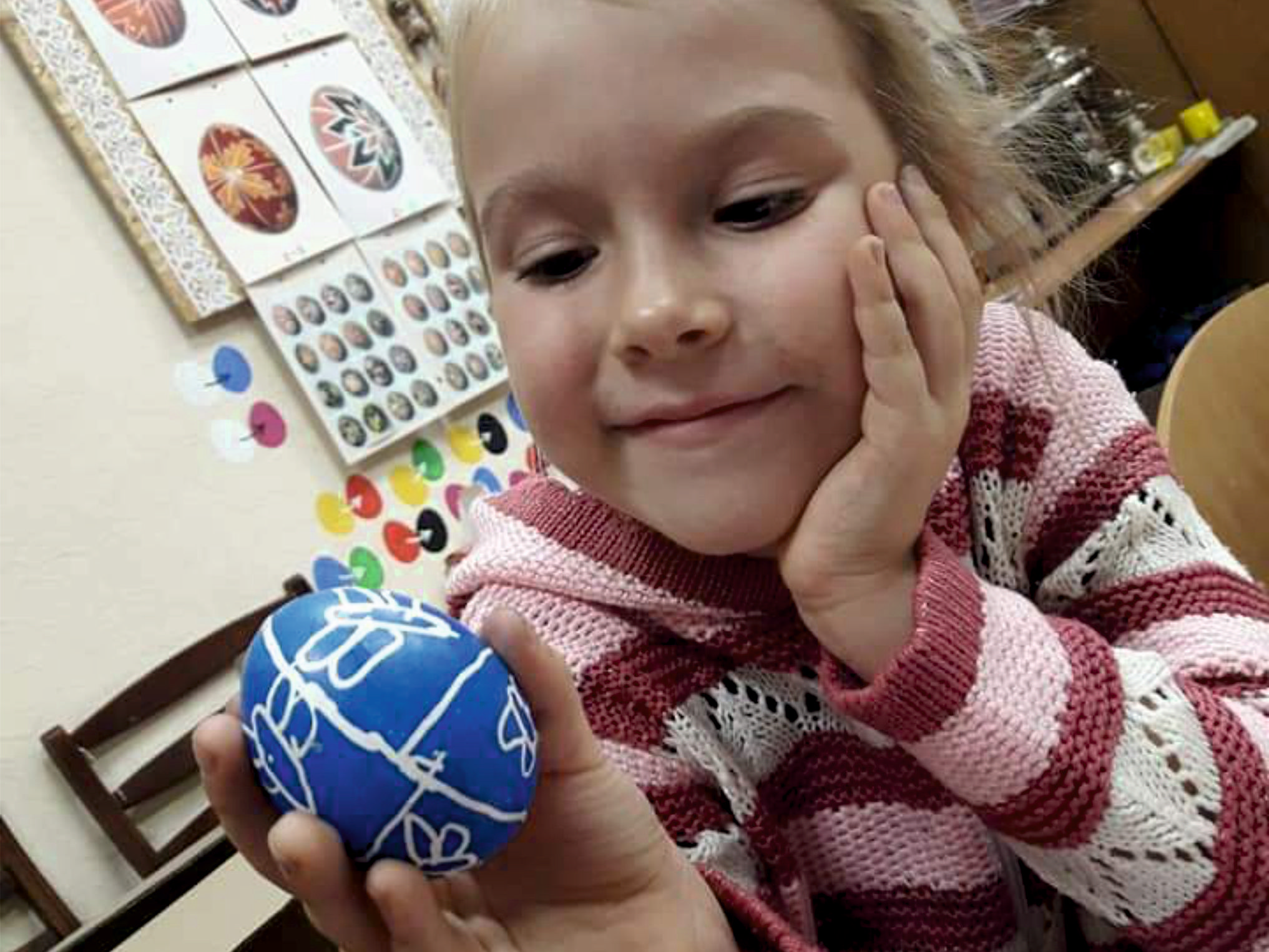
Писанкарка Марійка Студія писанкарства "Світанок України"
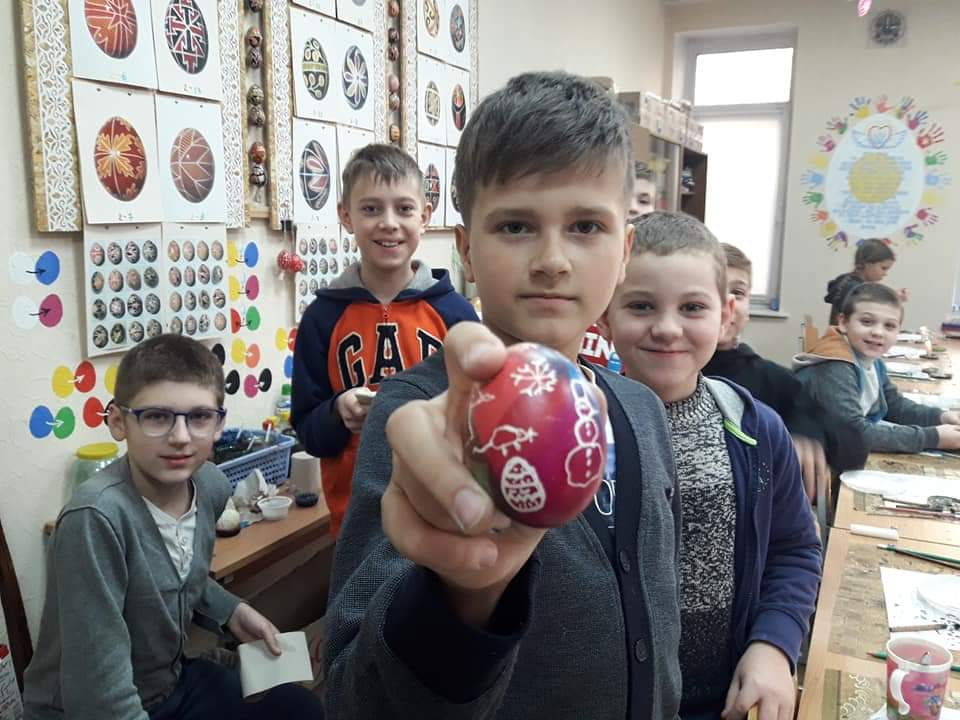
Писанкар Олег Студія писанкарства "Світанок України"
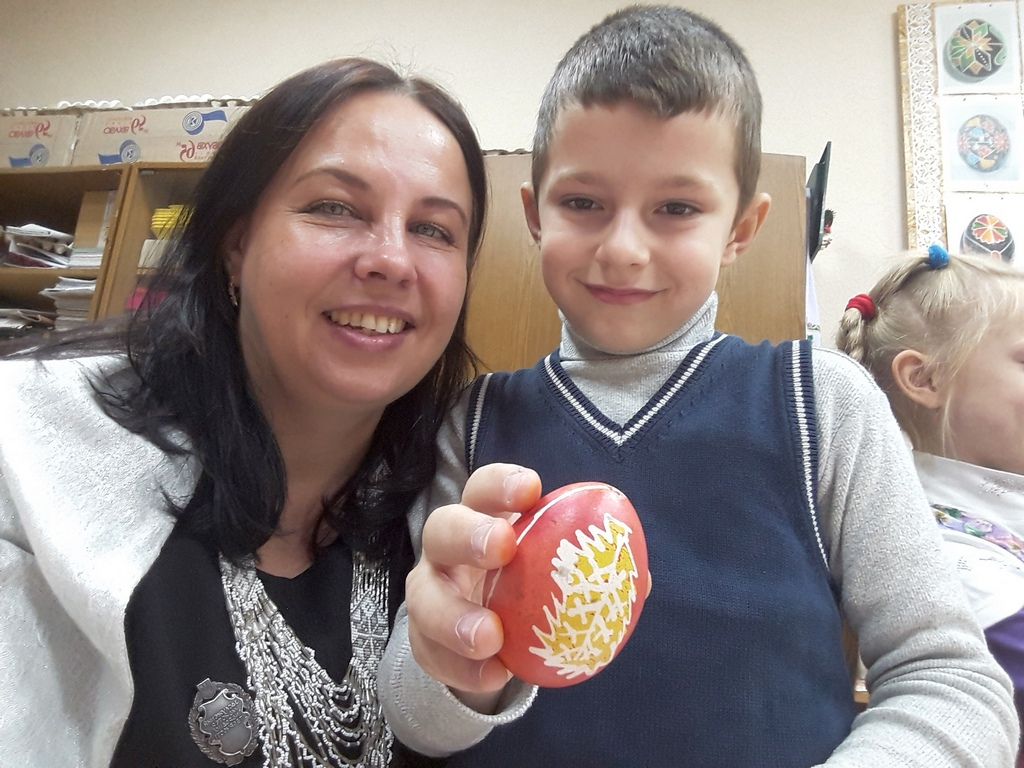
Писанкар Андрій Студія писанкарства "Світанок України"
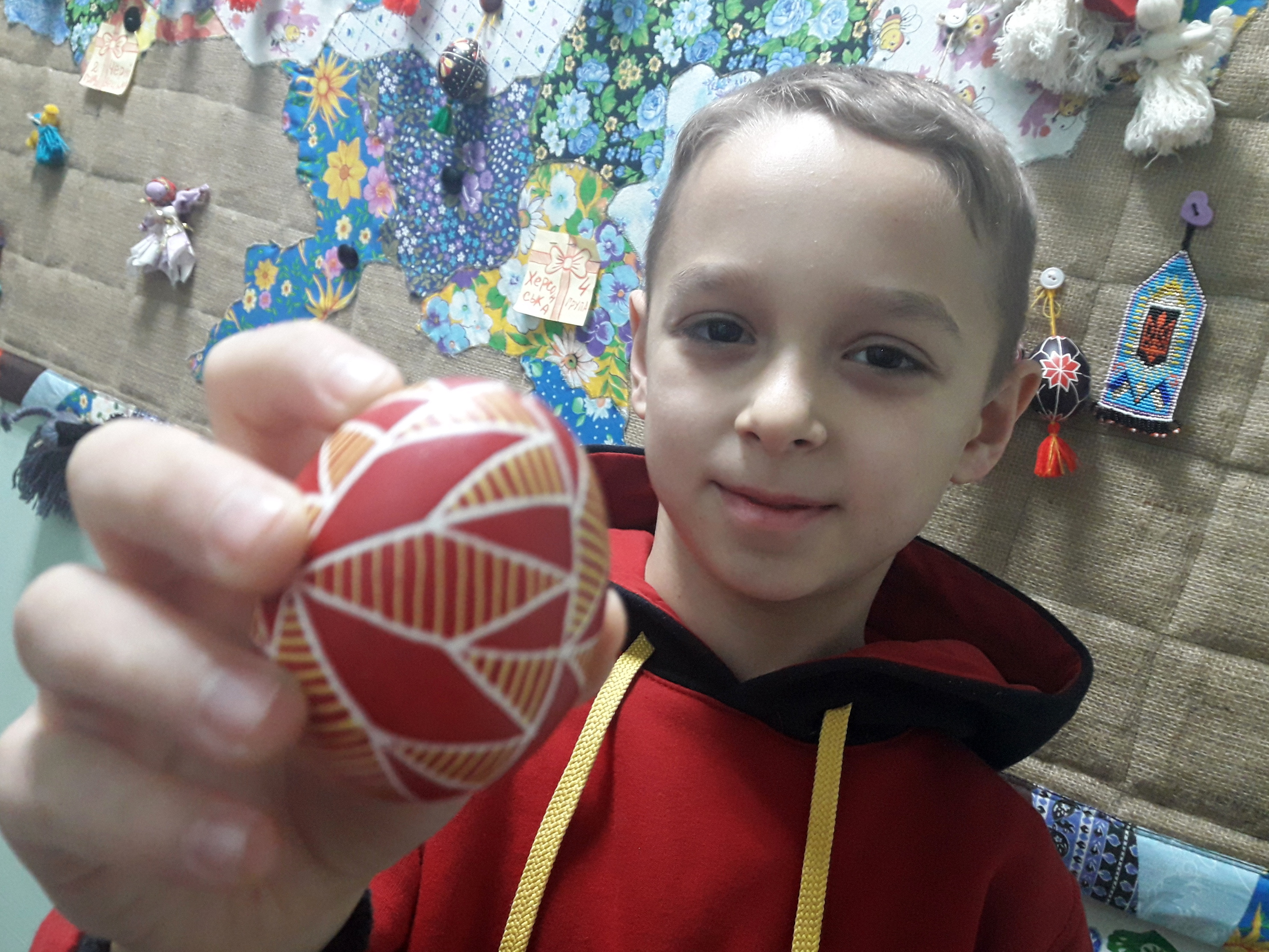
Писанкар Назар Студія писанкарства "Світанок України"
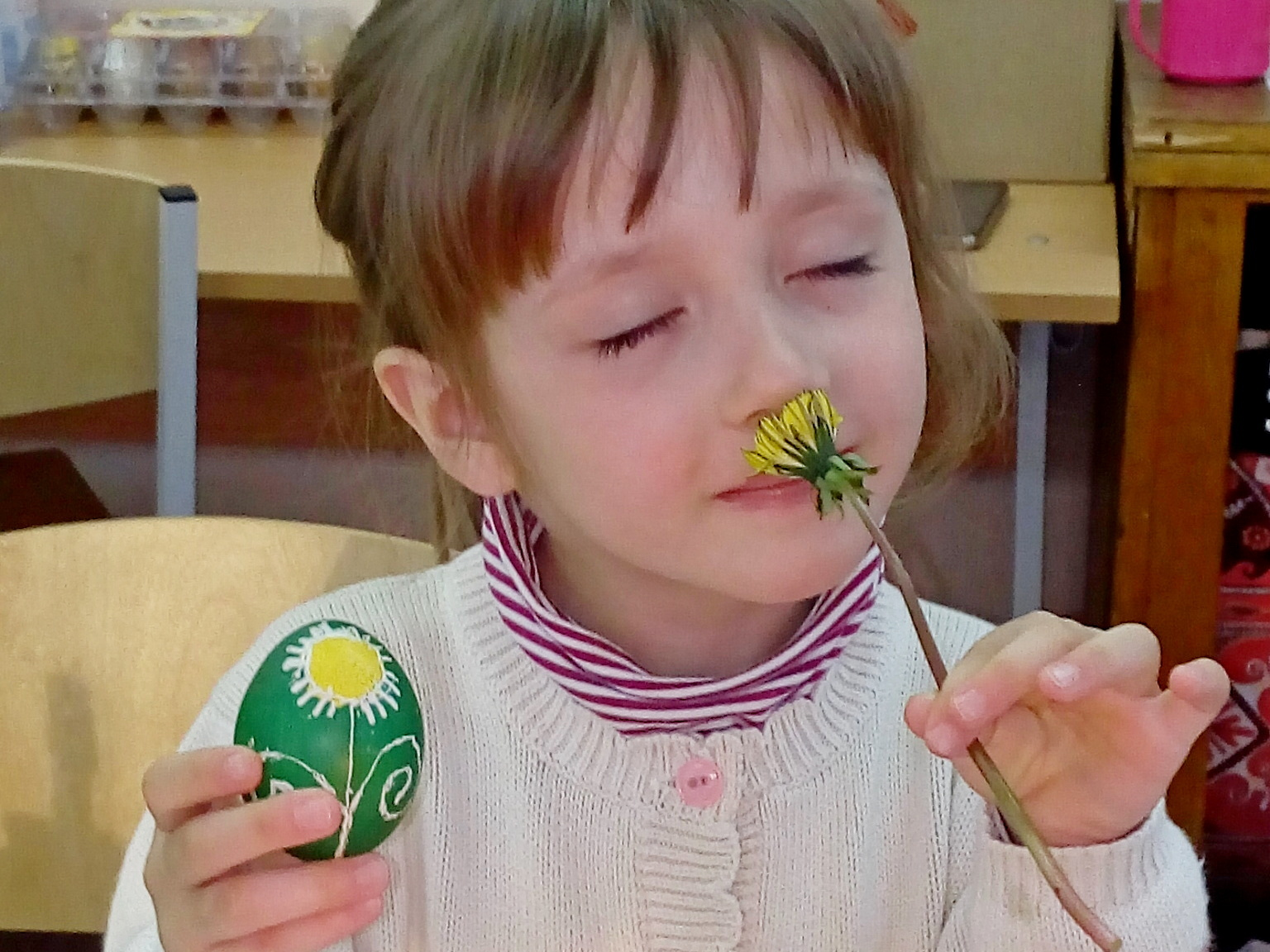
Писанкарка Марго Студія писанкарства "Світанок України"
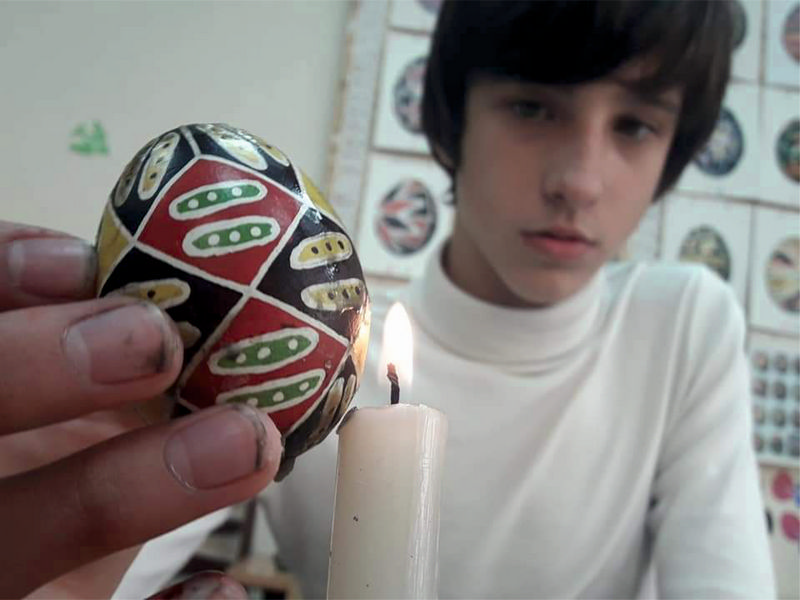
Писанкар Богдан Студія писанкарства "Світанок України"
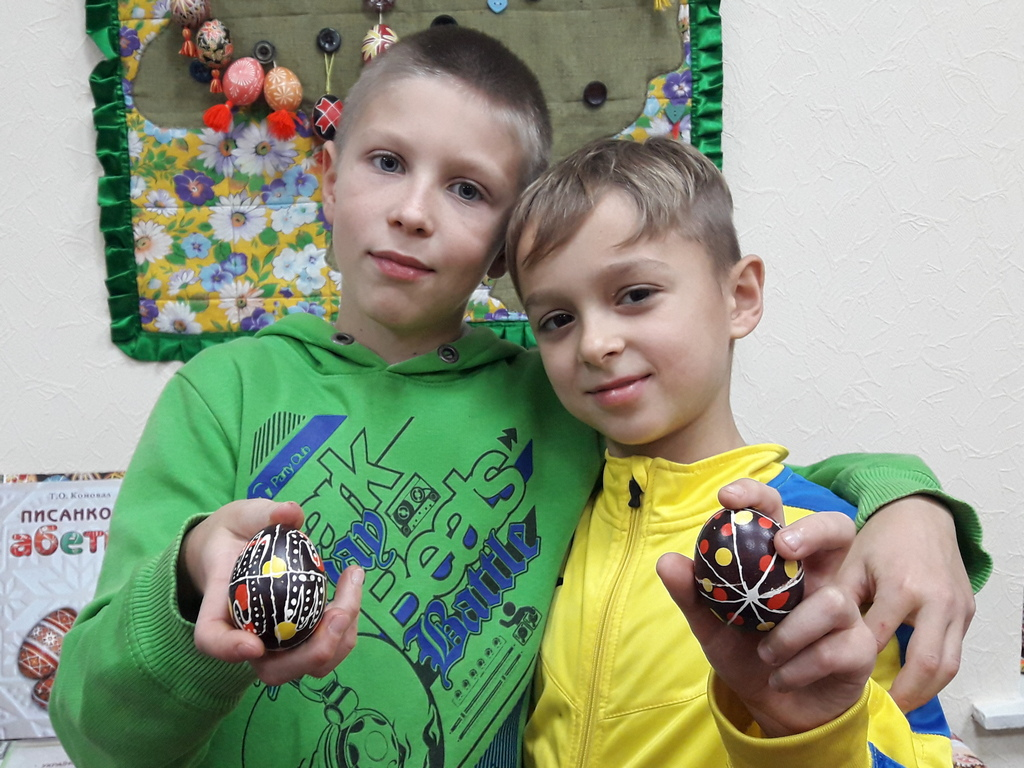
Писанкарі Даня і Назар Студія писанкарства "Світанок України
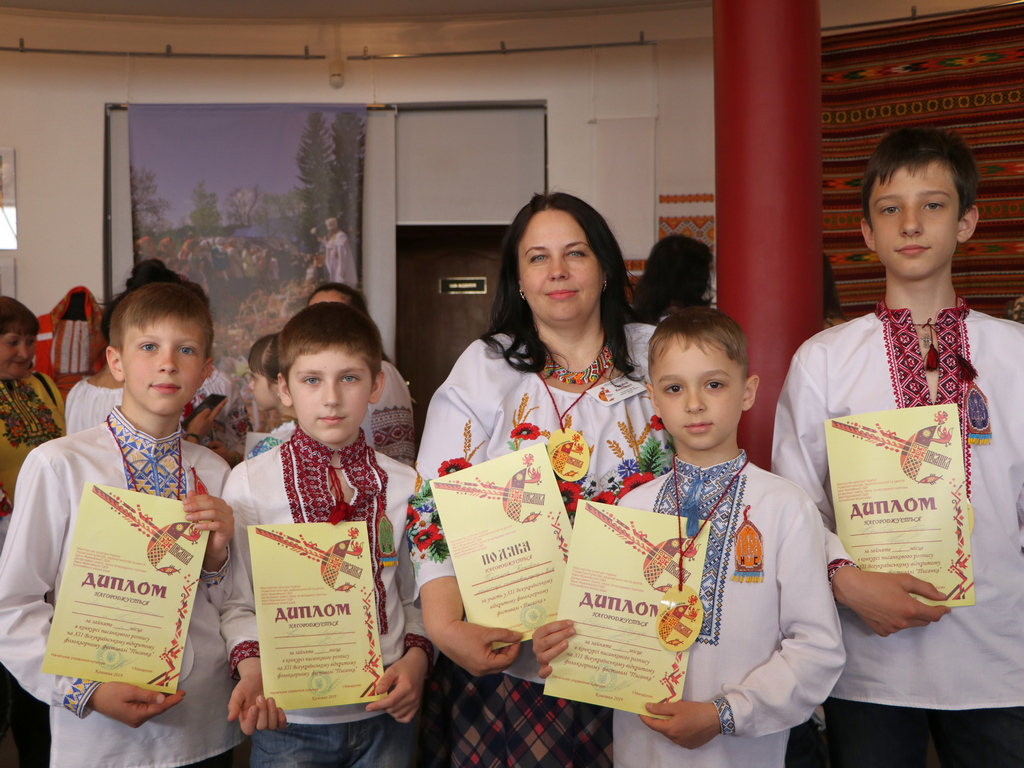
Писанкарі переможці Студія писанкарства "Світанок України"
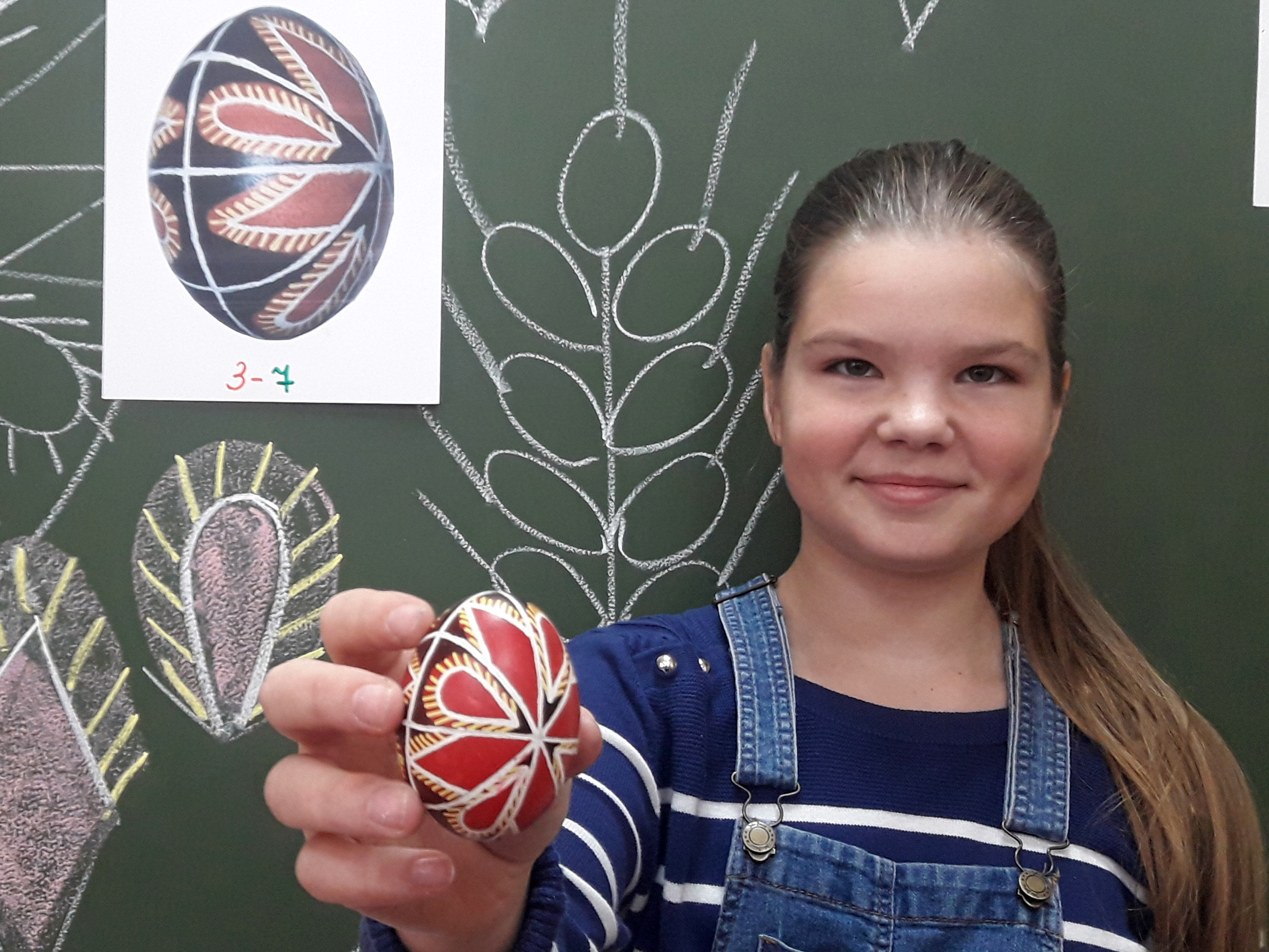
Писанкарка Іра Студія писанкарства "Світанок України"
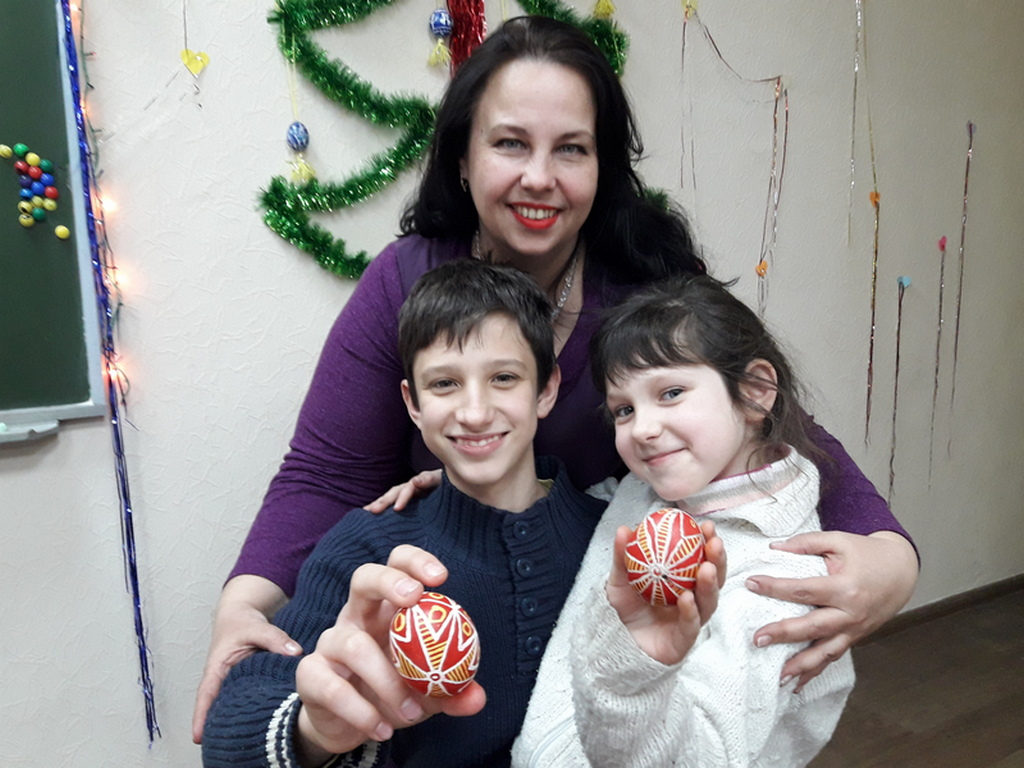
Писанкарі Богддан і Іванка Студія писанкарства "Світанок України"
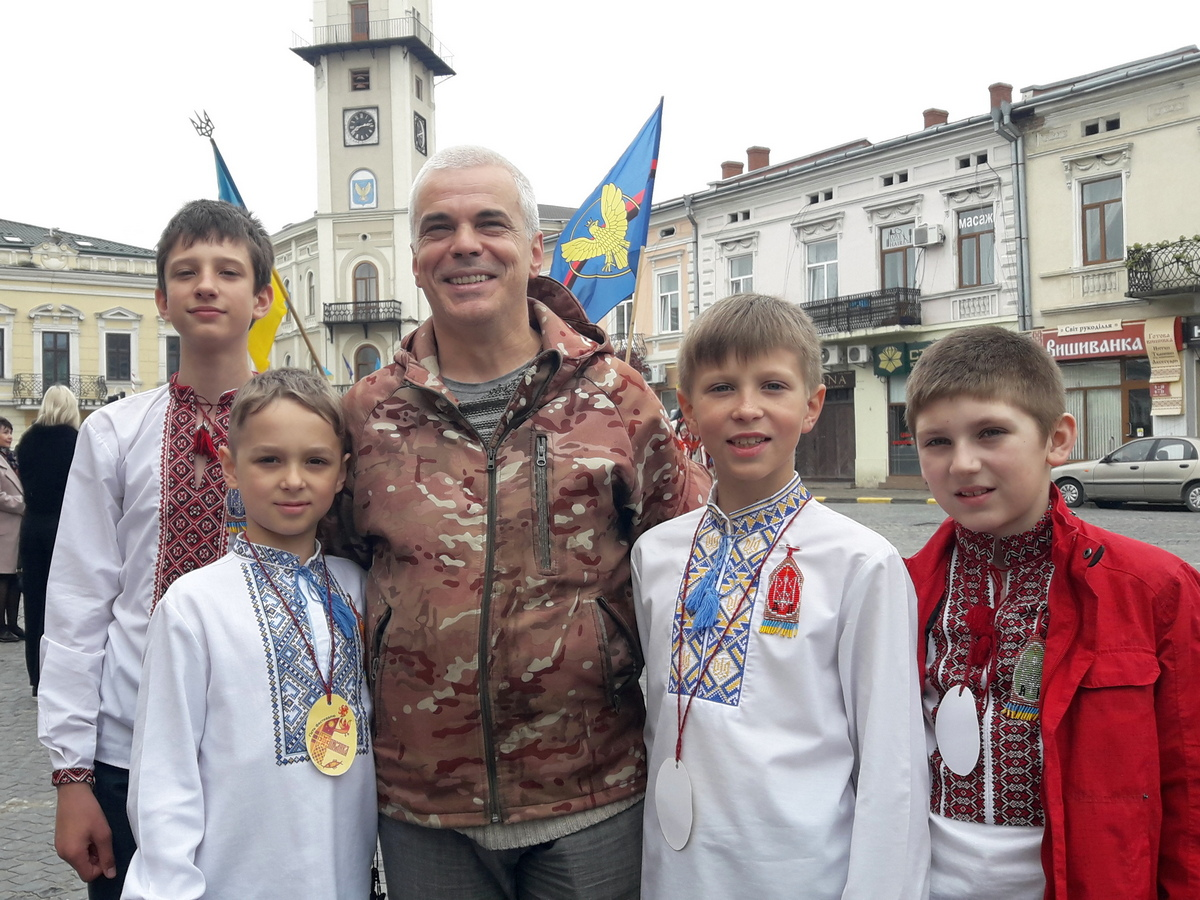
Писанкарі Студія писанкарства "Світанок України"
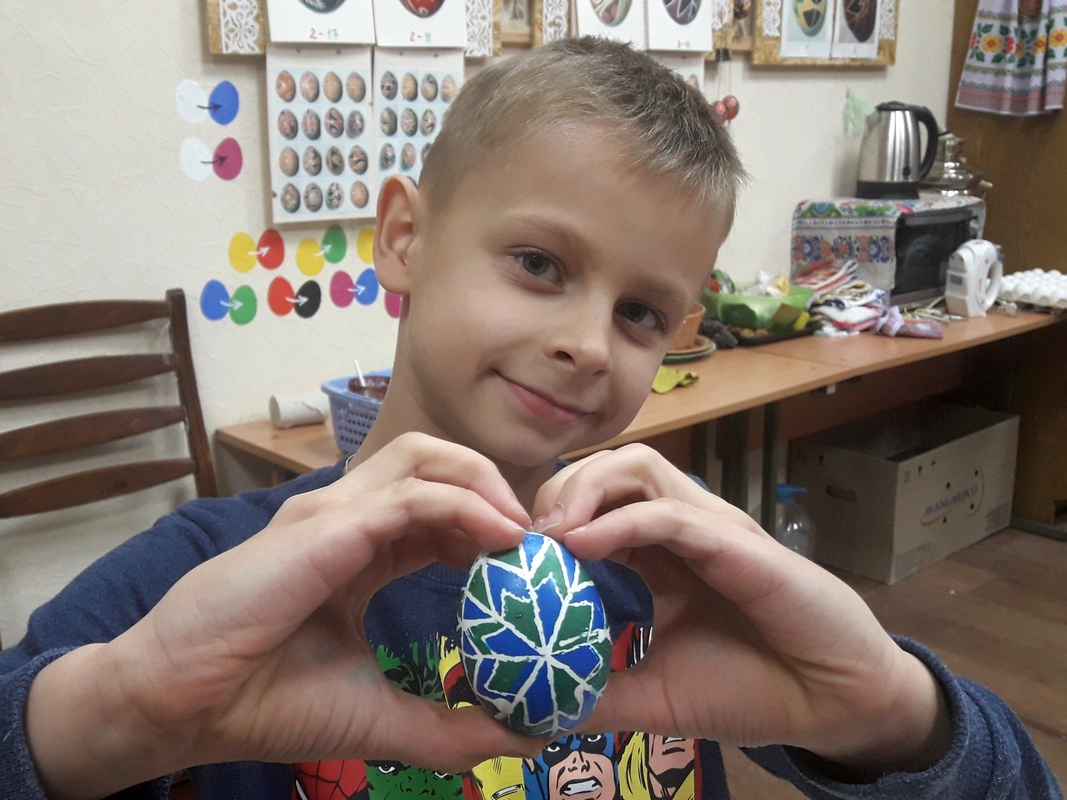
Писанкар Олександр Студія писанкарства "Світанок України"
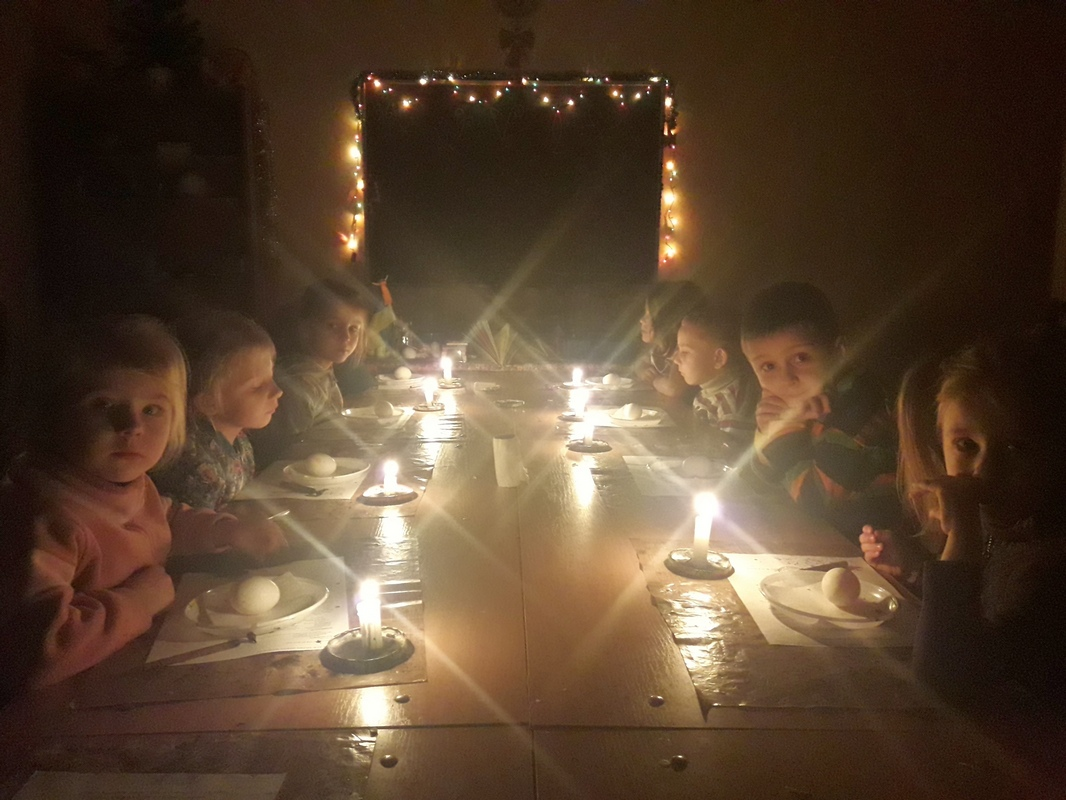
Писанкарі Студія писанкарства "Світанок України"
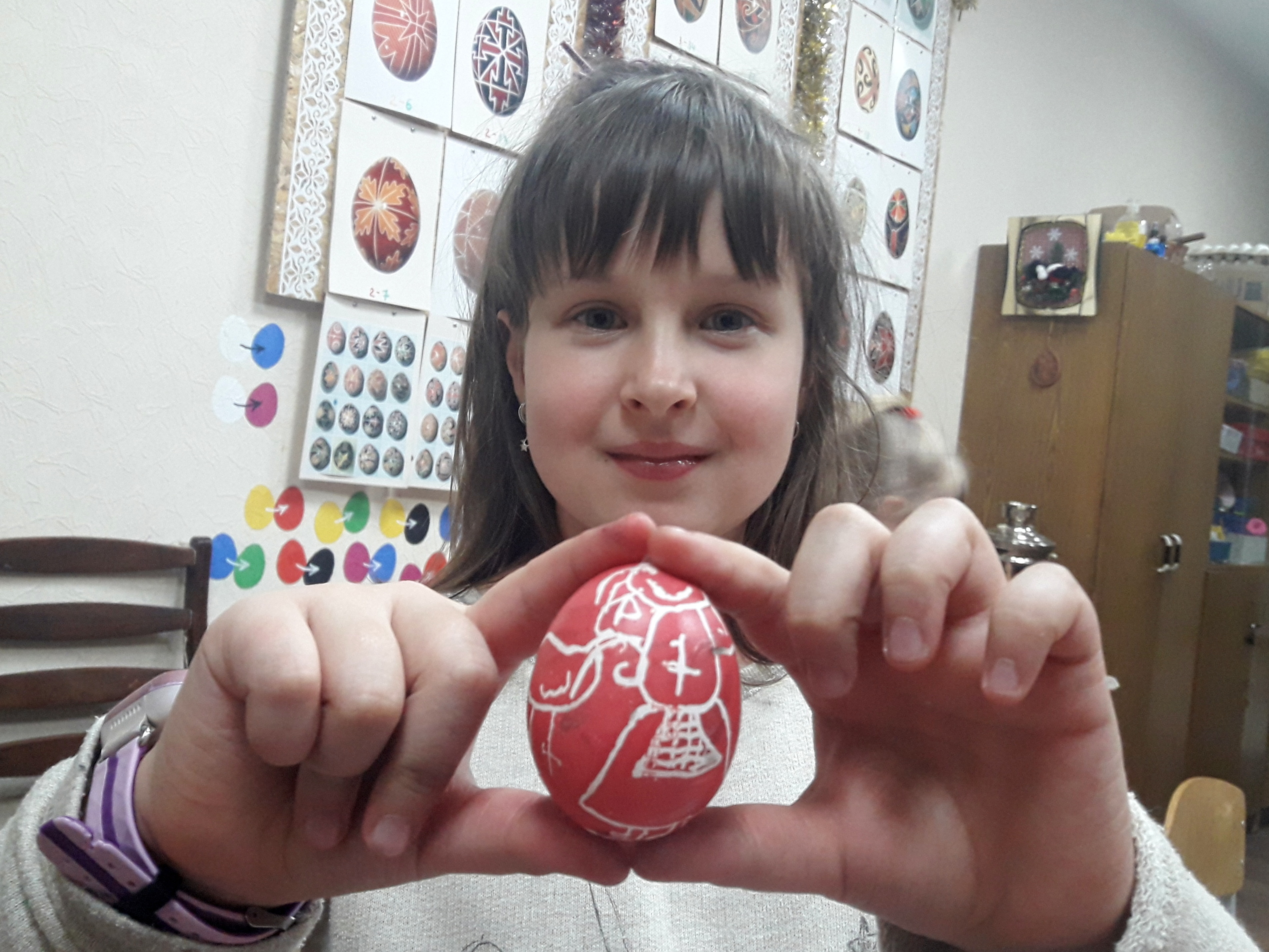
Писанкарка Соломія  Студія писанкарства "Світанок України"
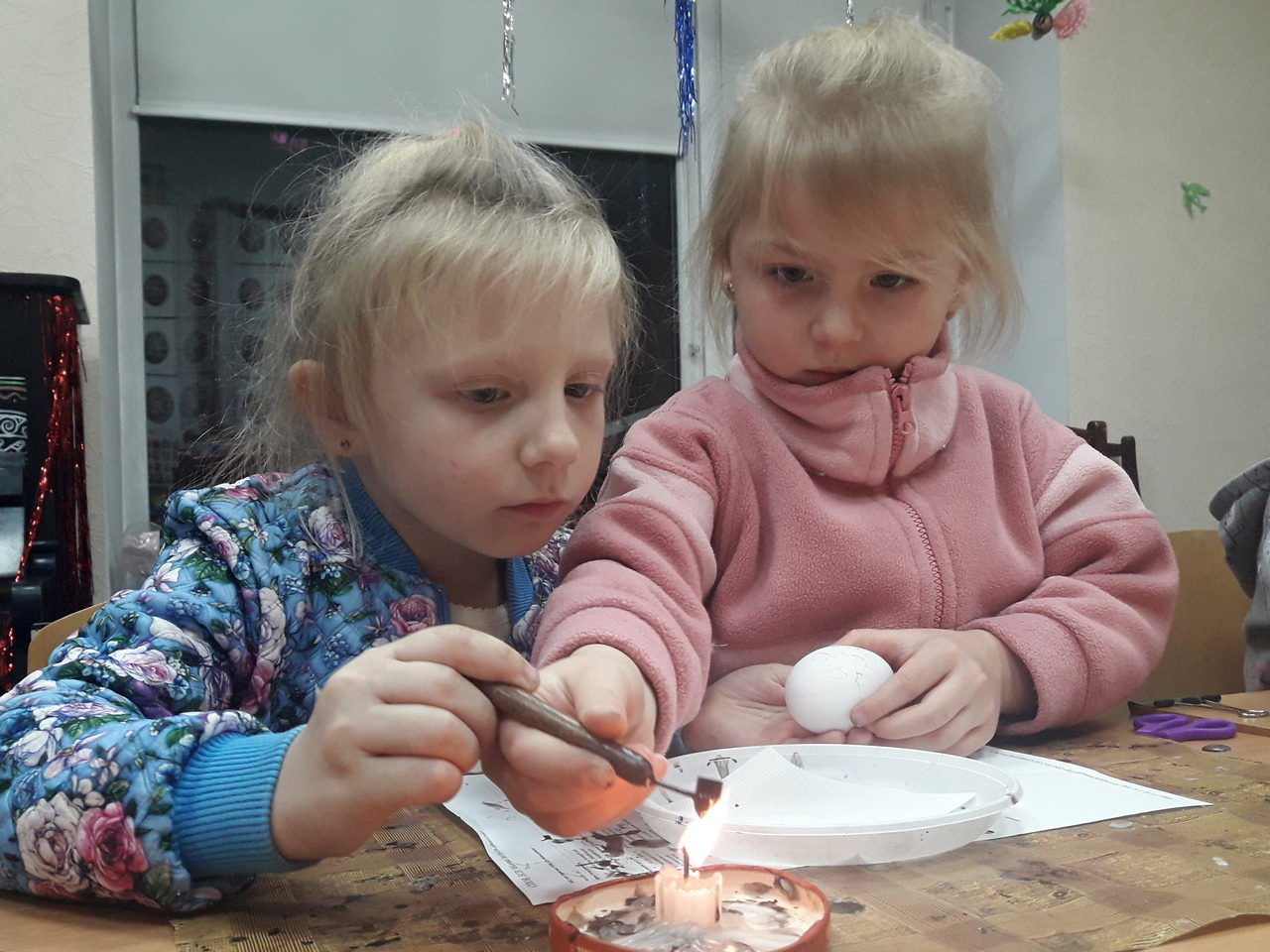
Писанкарки Олександра і Ліза Студія писанкарства "Світанок України"
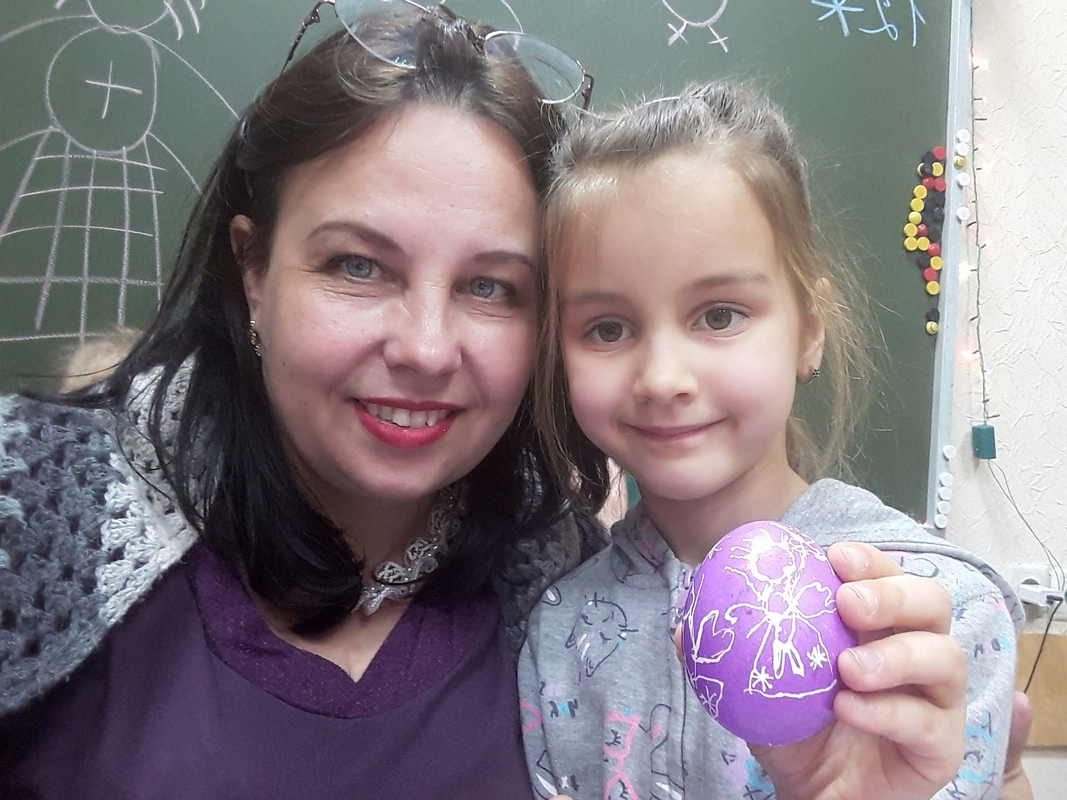
Писанкарочка Поля Студія писанкарства "Світанок України"
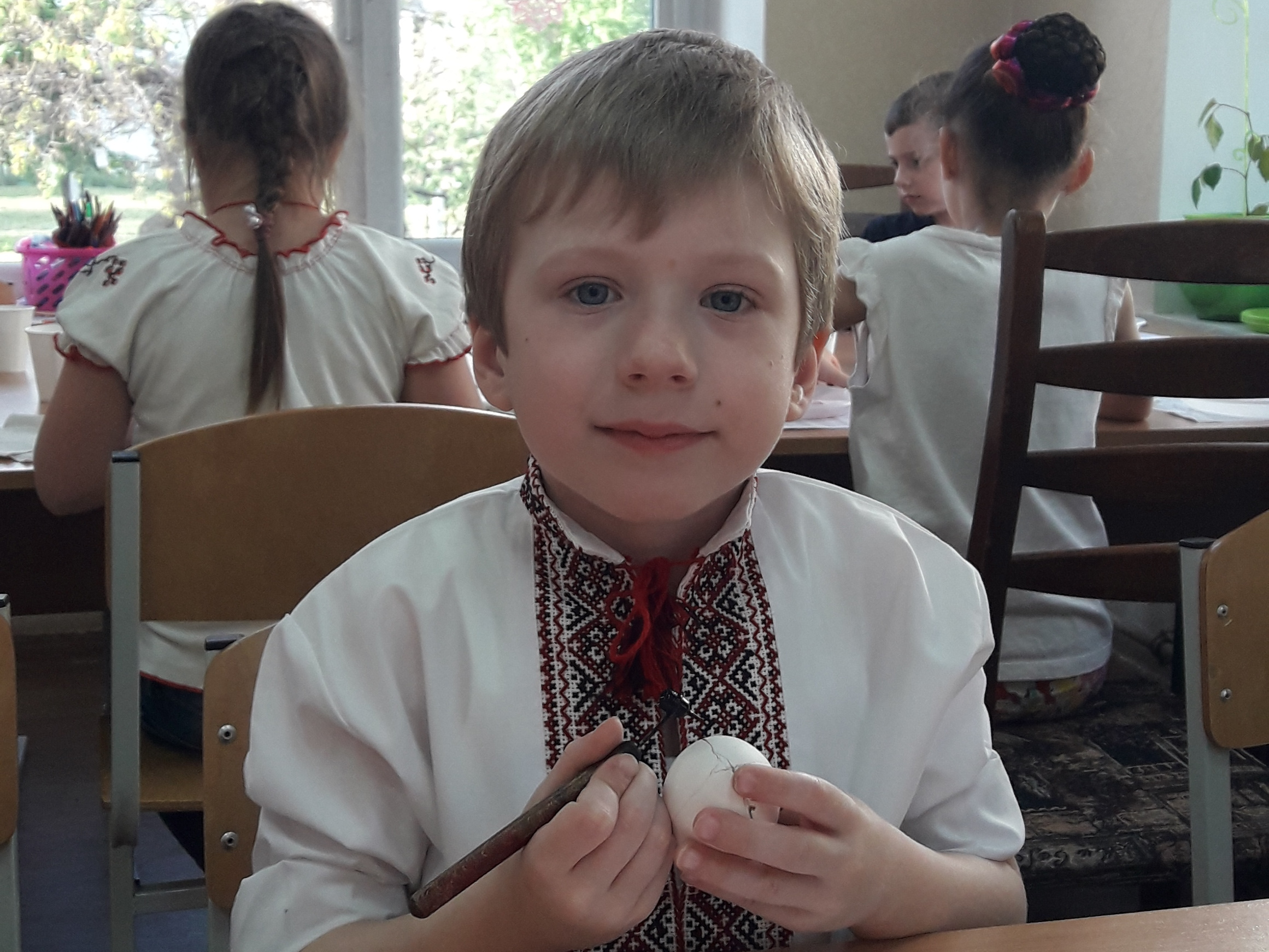
Писанкар Назар Студія писанкарства "Світанок України"
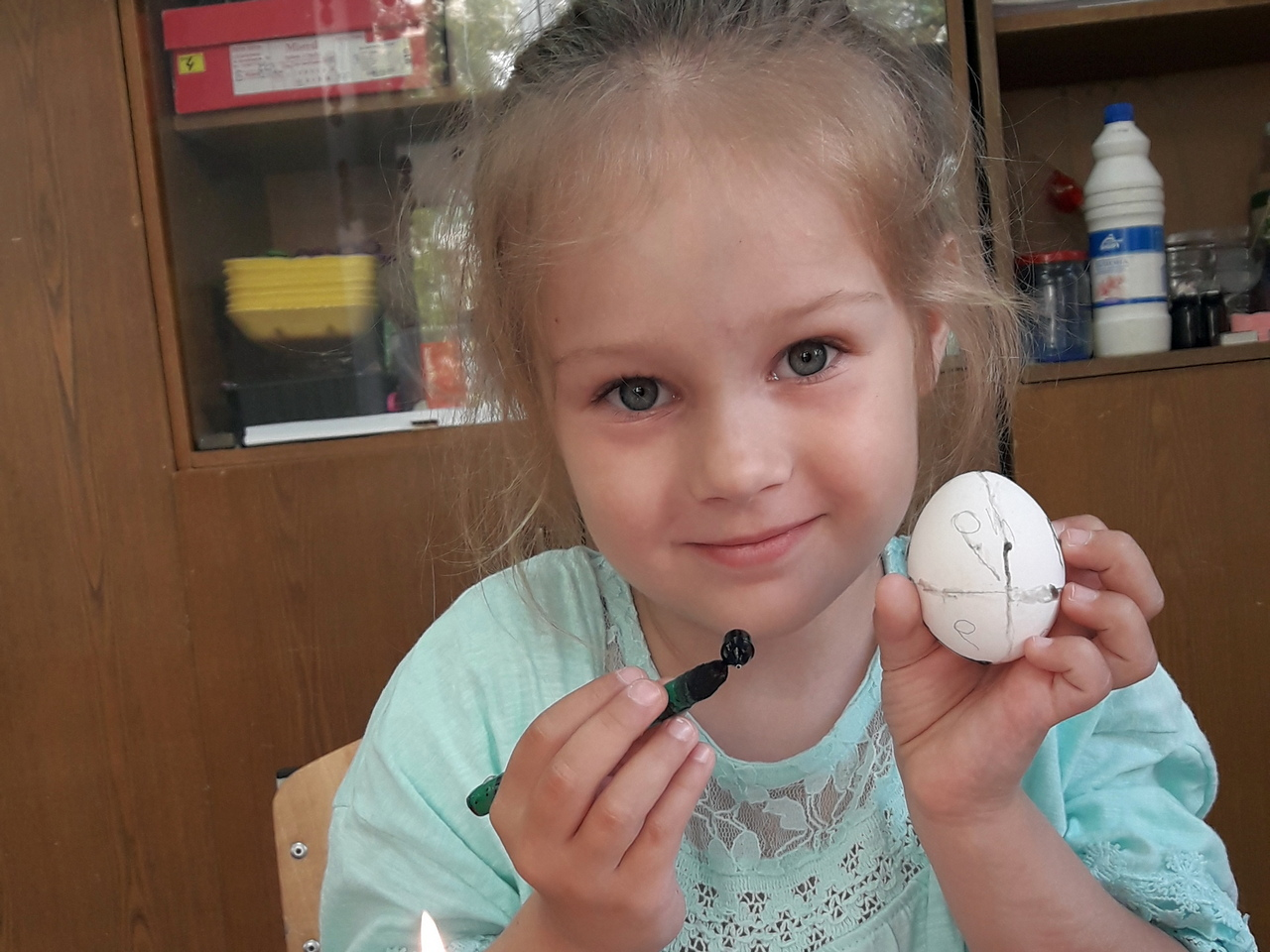
Писанкарочка ВІра Студія писанкарства "Світанок України"
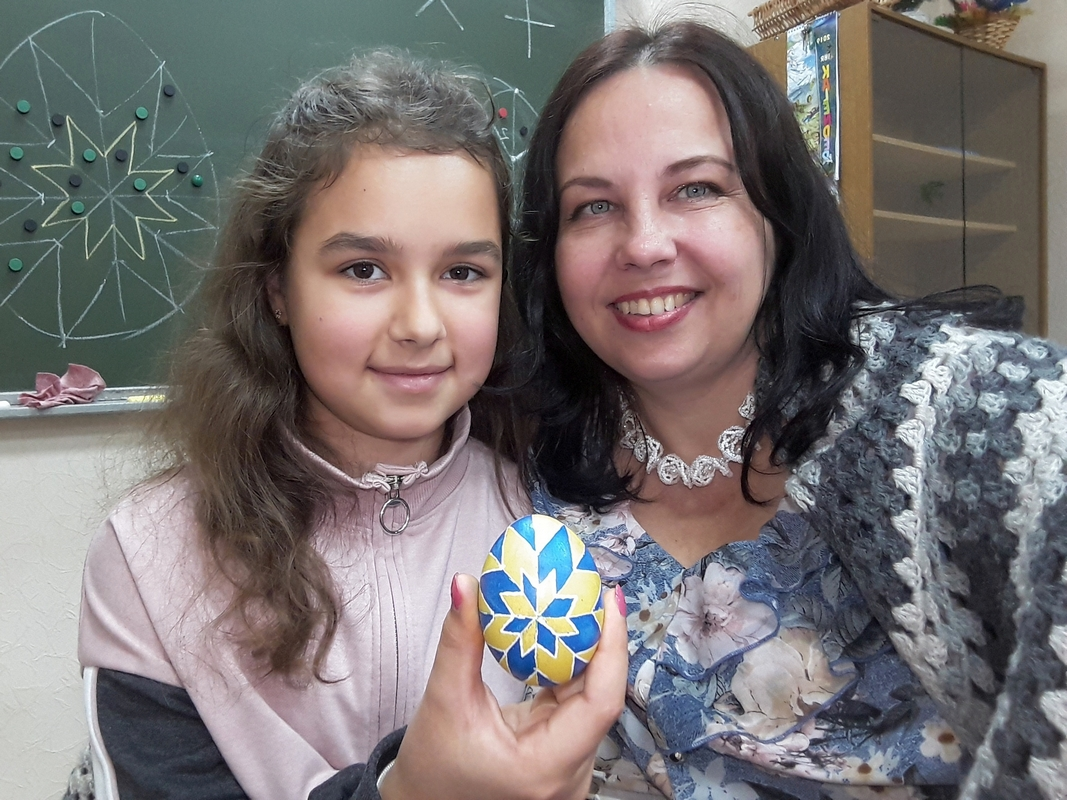
Писанкарка Ганна Студія писанкарства "Світанок України"
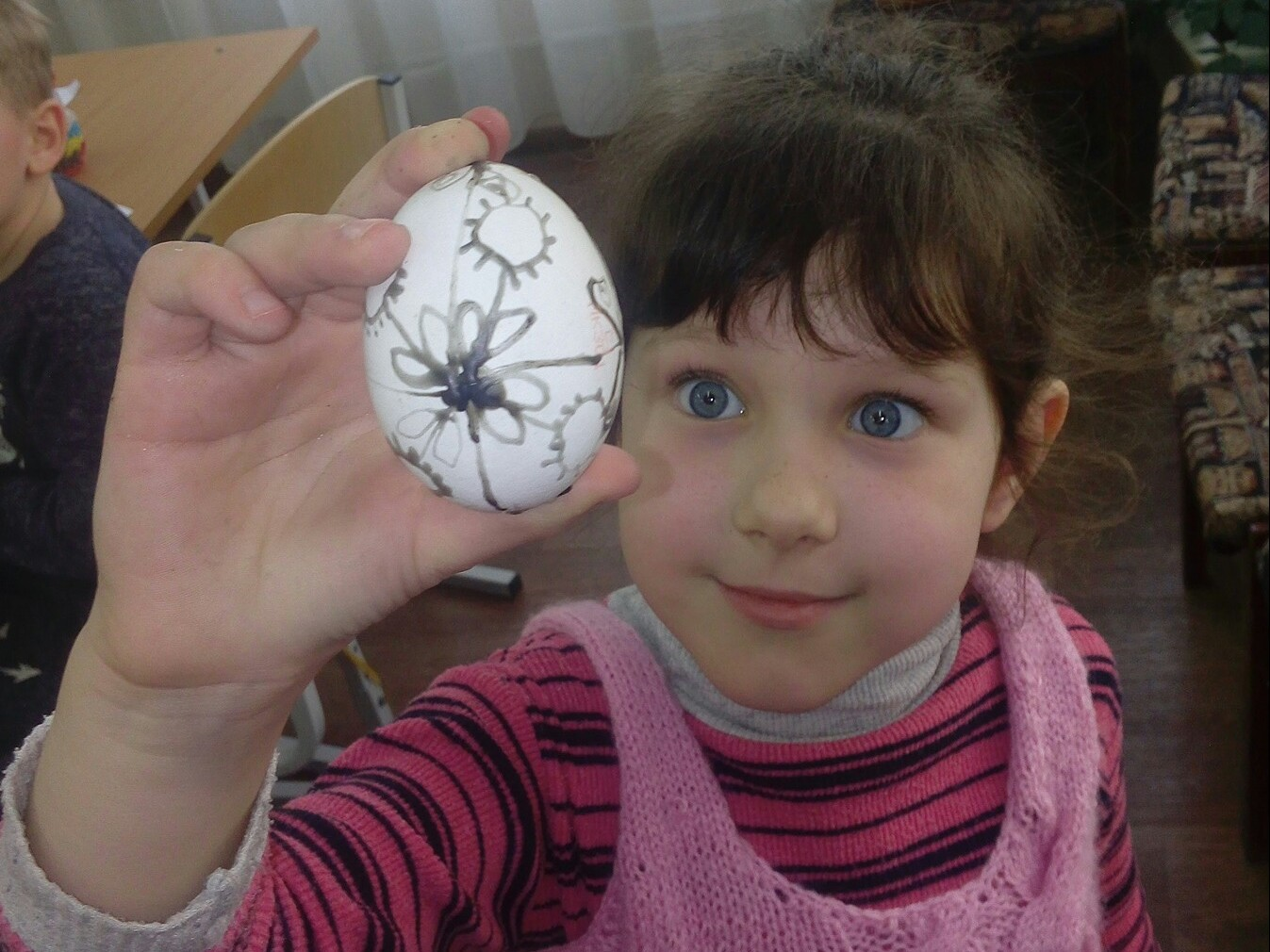
Писанкарочка Іванка Студія писанкарства "Світанок України"
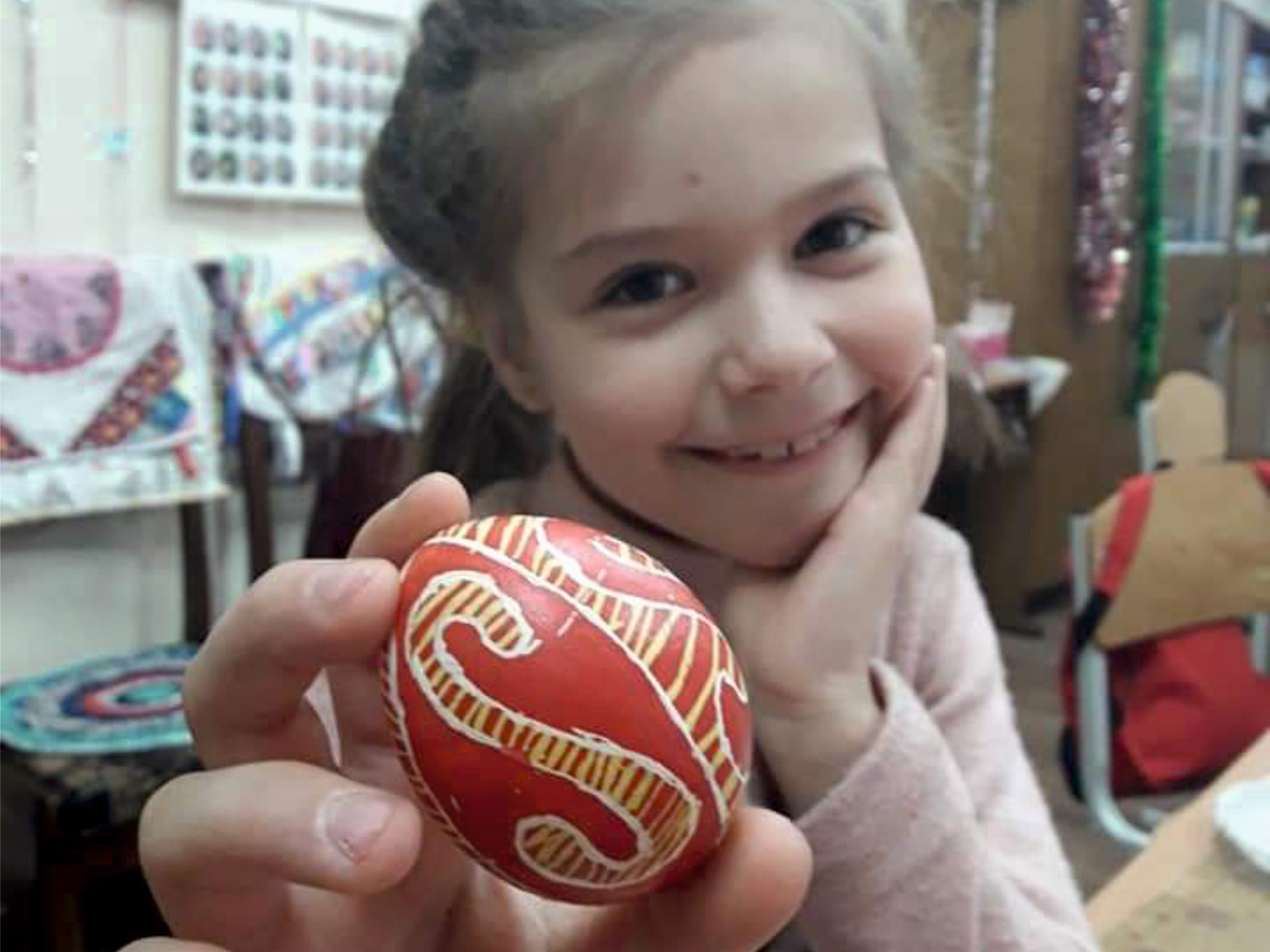
Писанкарка Ніка Студія писанкарства "Світанок України"
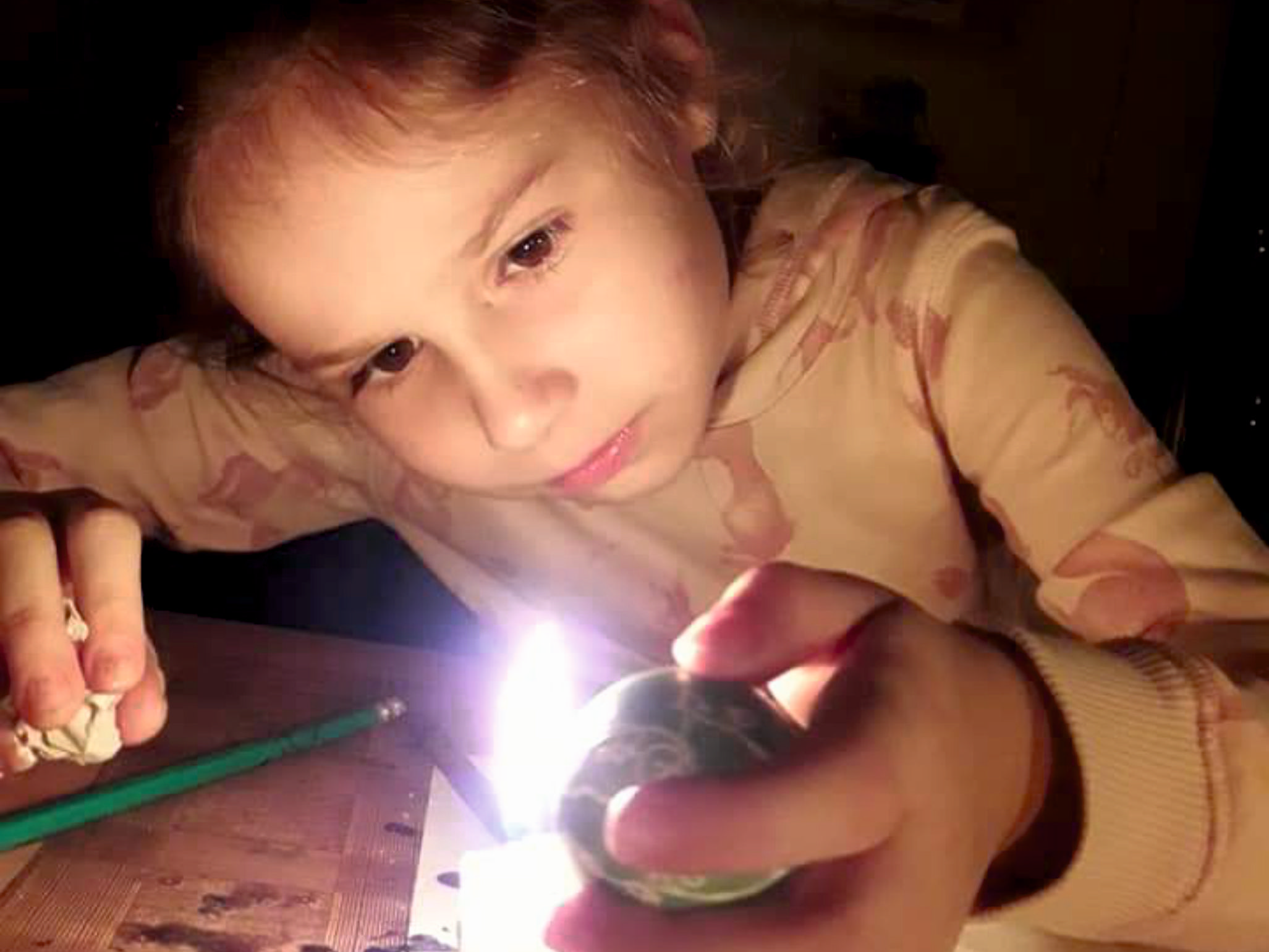
Писанкарочка Ганна Студія писанкарства "Світанок України"
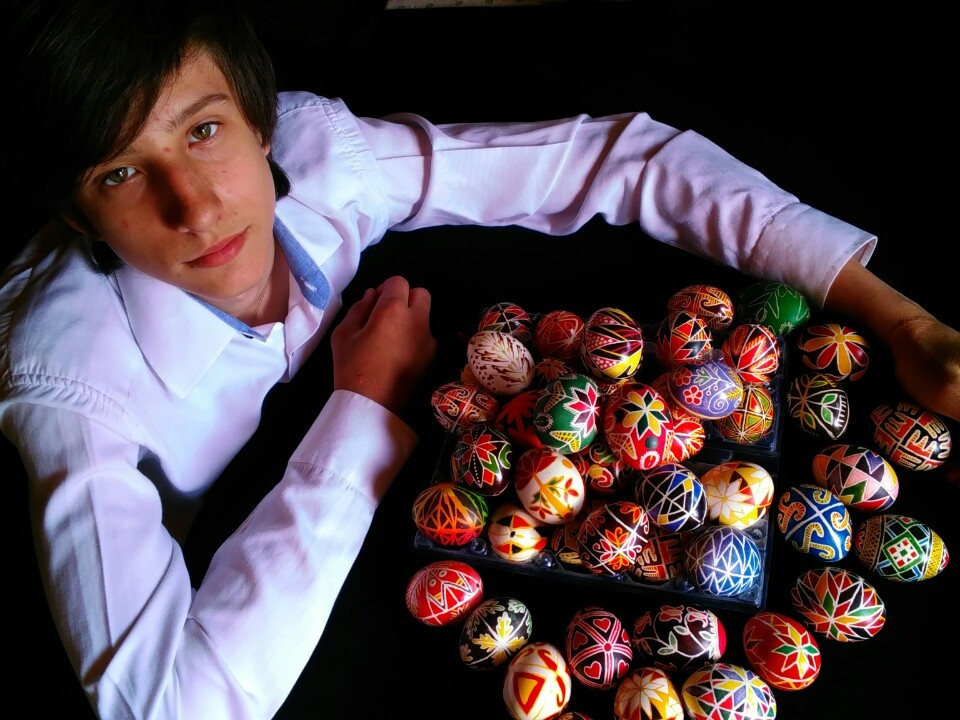
Наш Богдан Кравець Студія писанкарства "Світанок України"
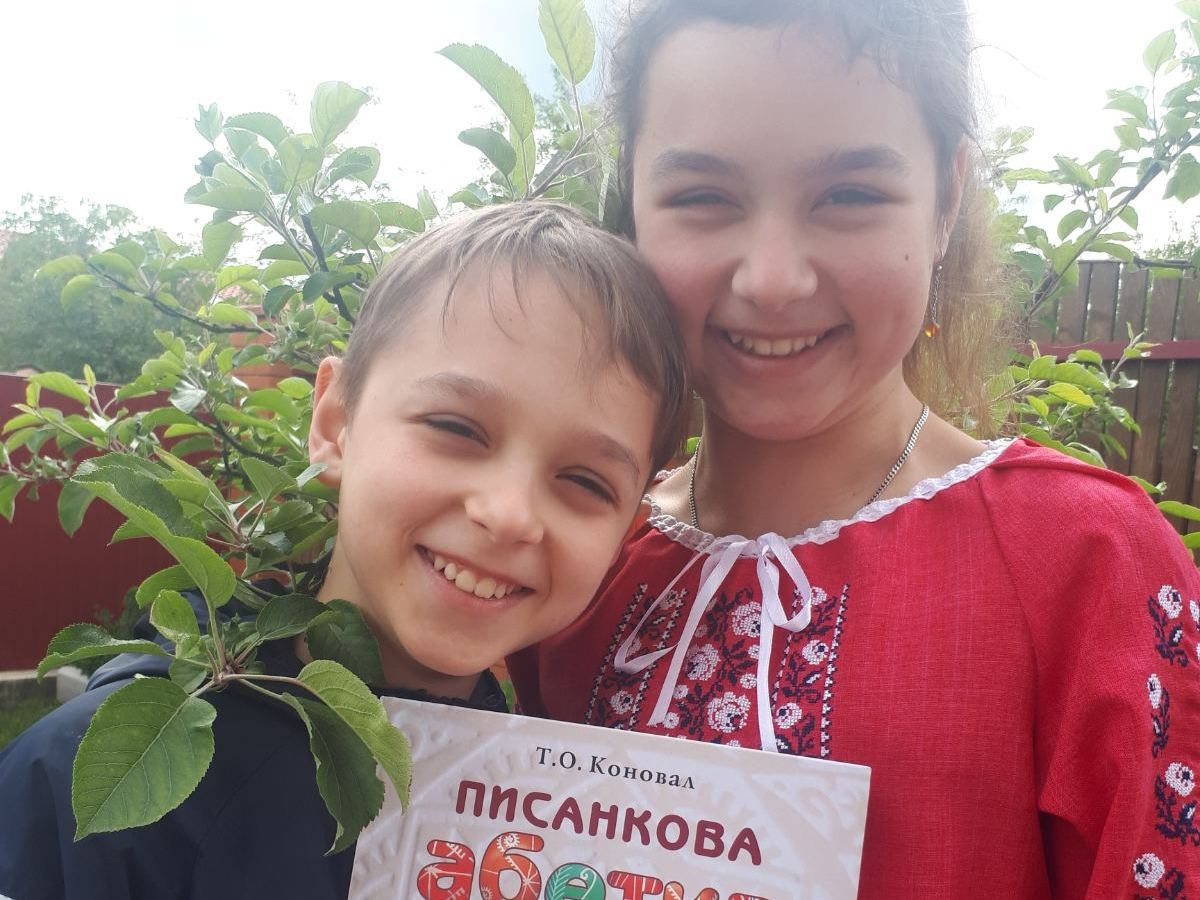
Писанкарі Назар і Аня з "Писанковою абеткою" Студія писанкарства "Світанок України"
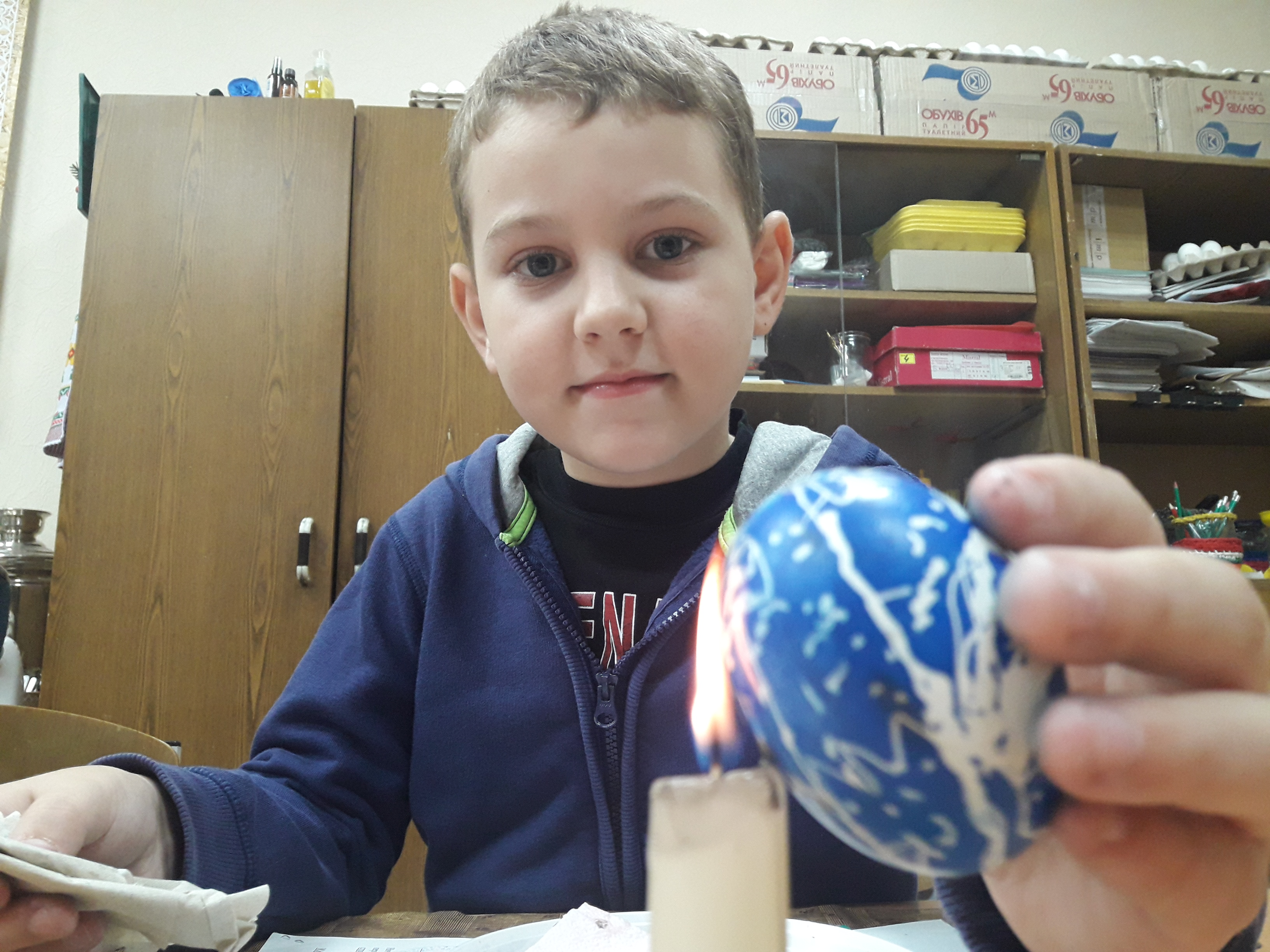
Писанкар Олександр Студія писанкарства "Світанок України"
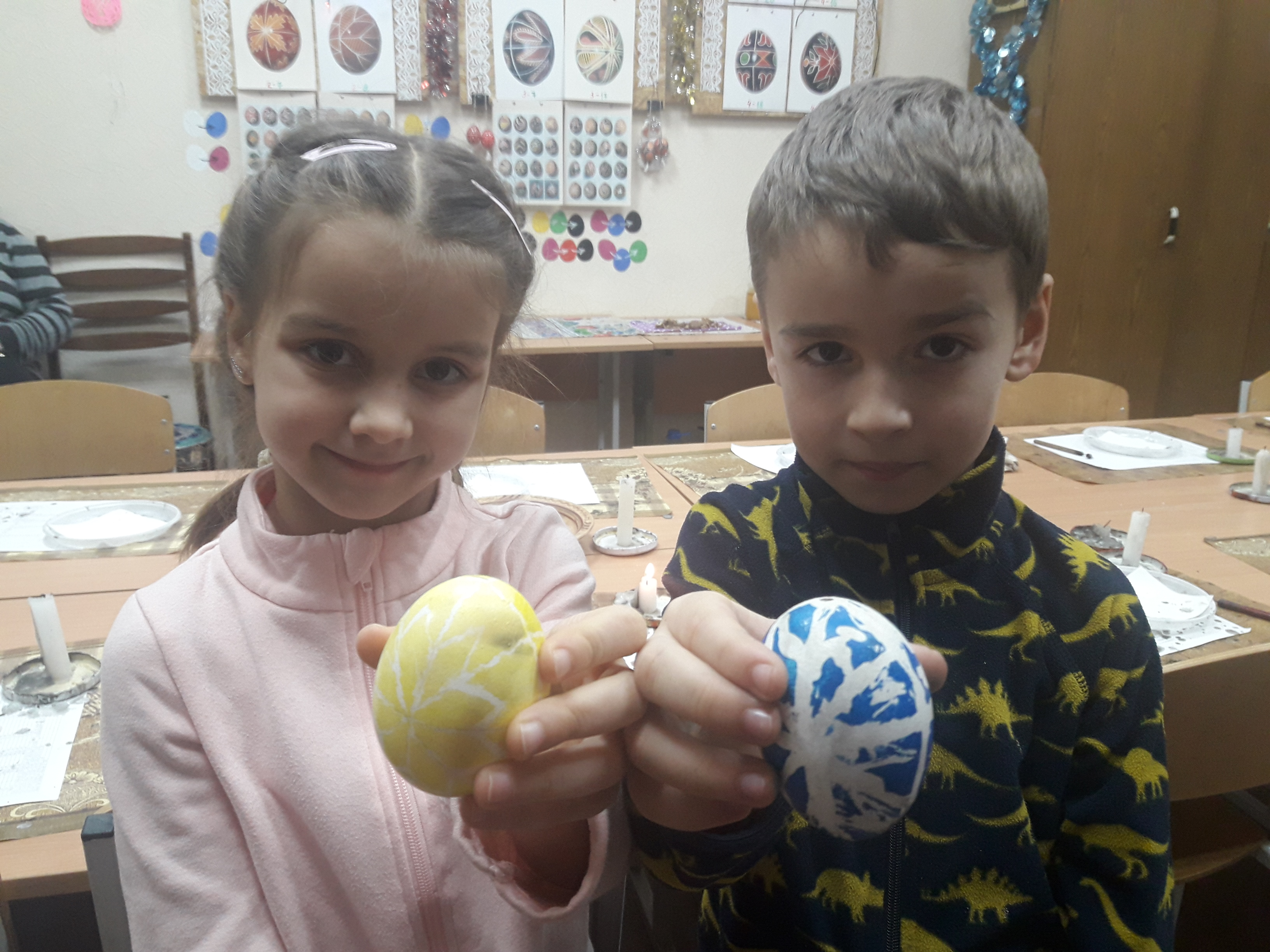
Писанкарі Поліна і Іван Студія писанкарства "Світанок України"
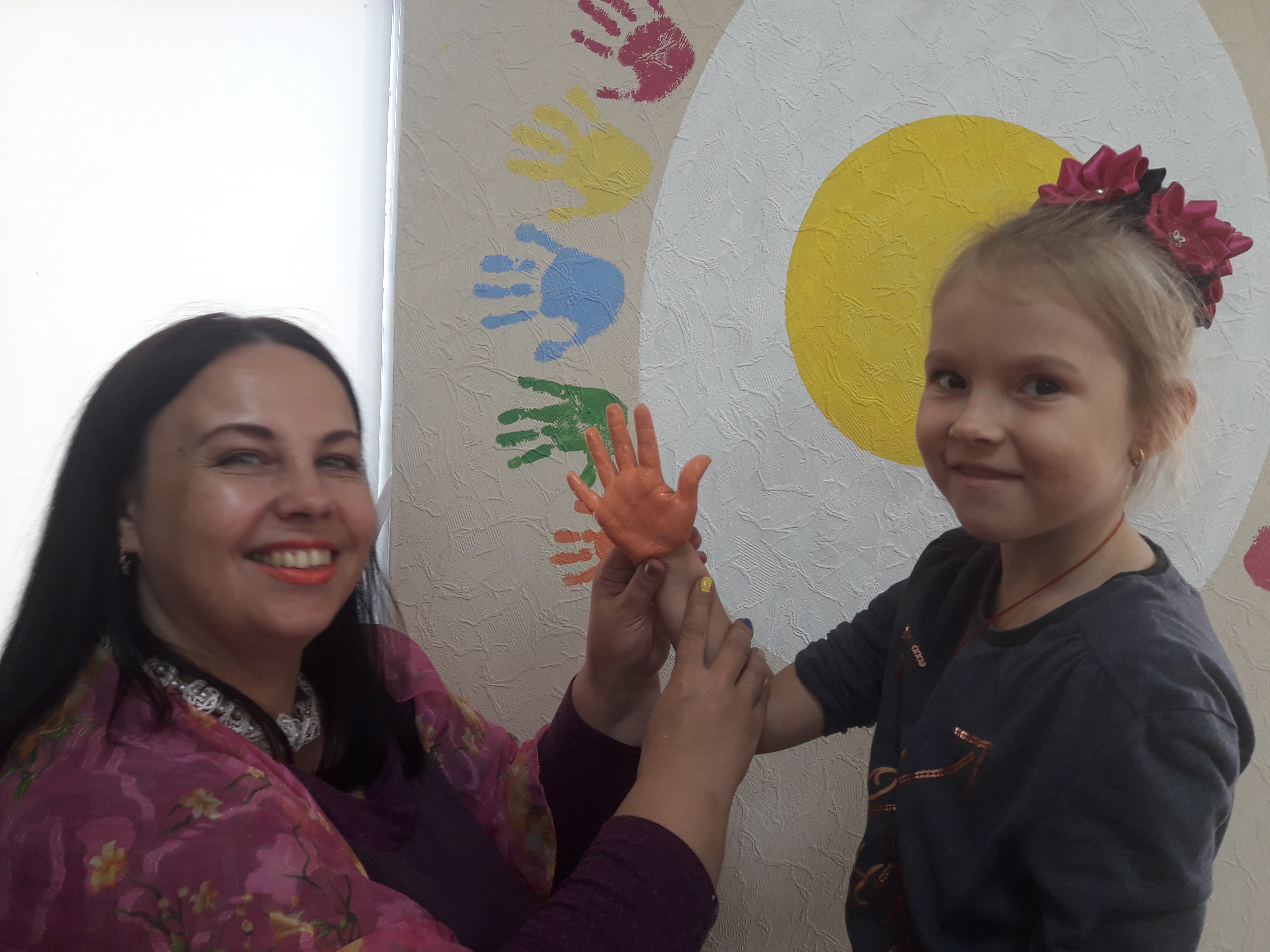
Писанкарка Марія Студія писанкарства "Світанок України"
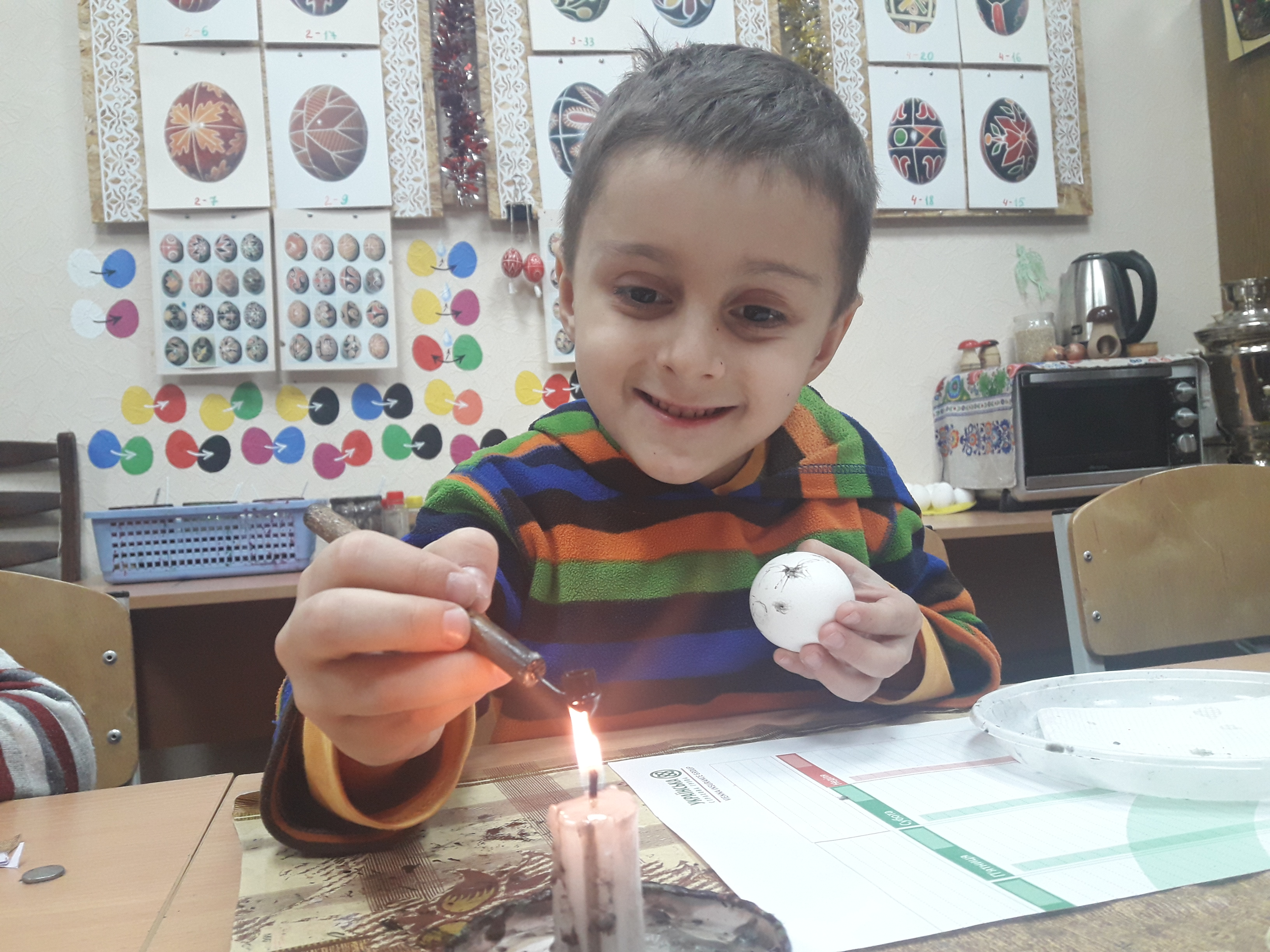
Писанкар Євгеній Студія писанкарства "Світанок України"
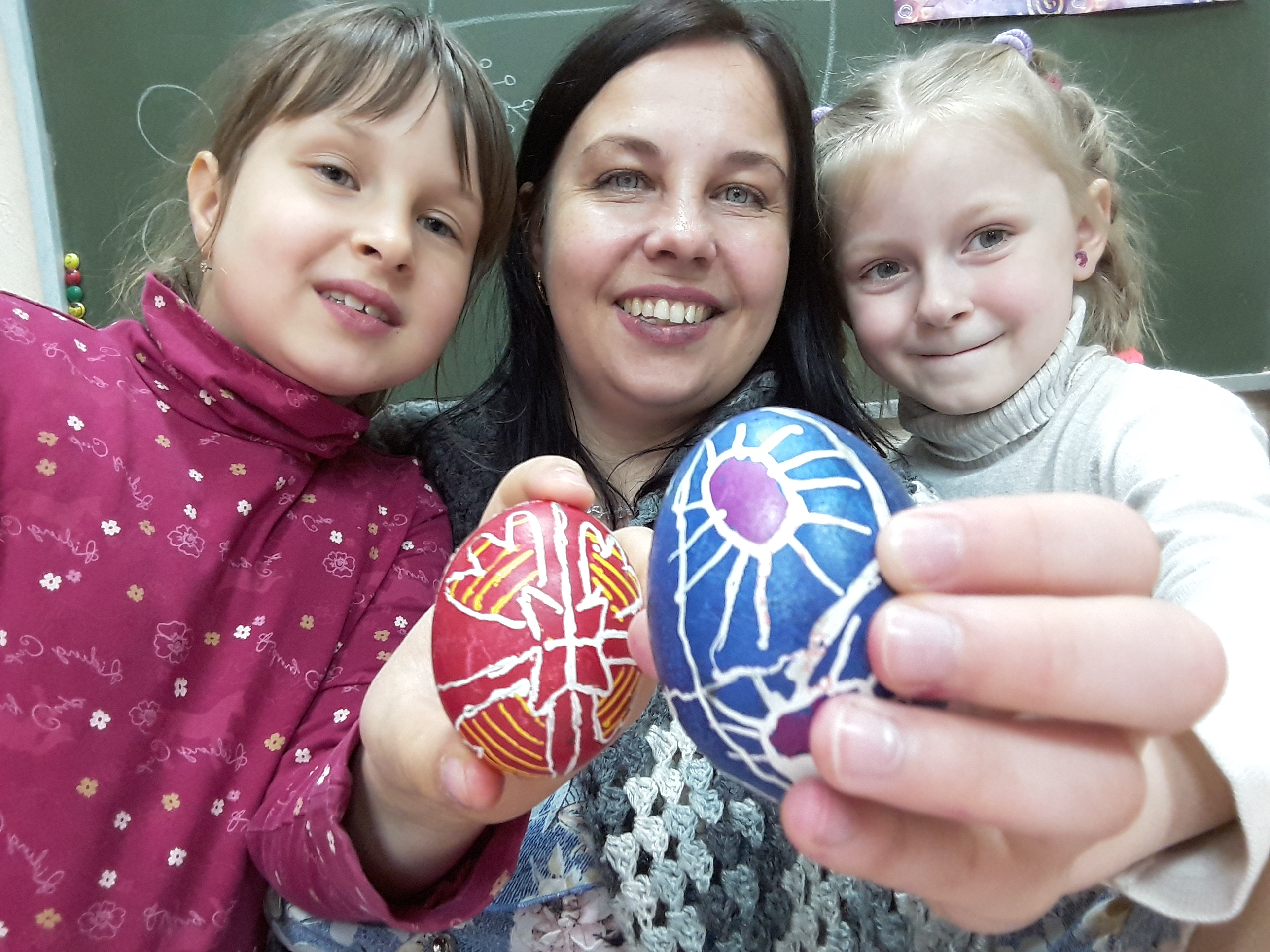
Писанкарки Соломія і Злата Студія писанкарства "Світанок України"

Послідовність роботи  Буковинська писанка
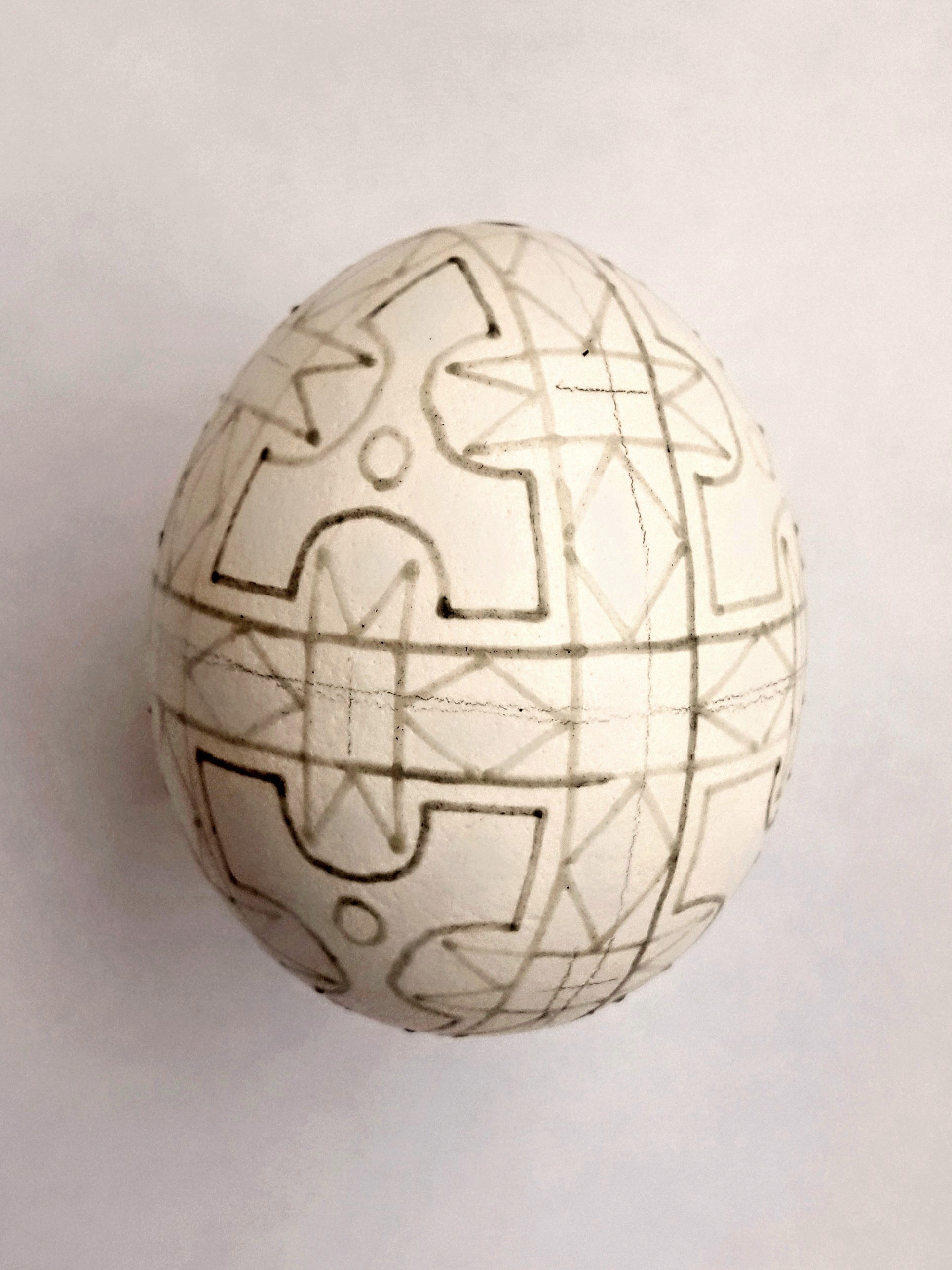
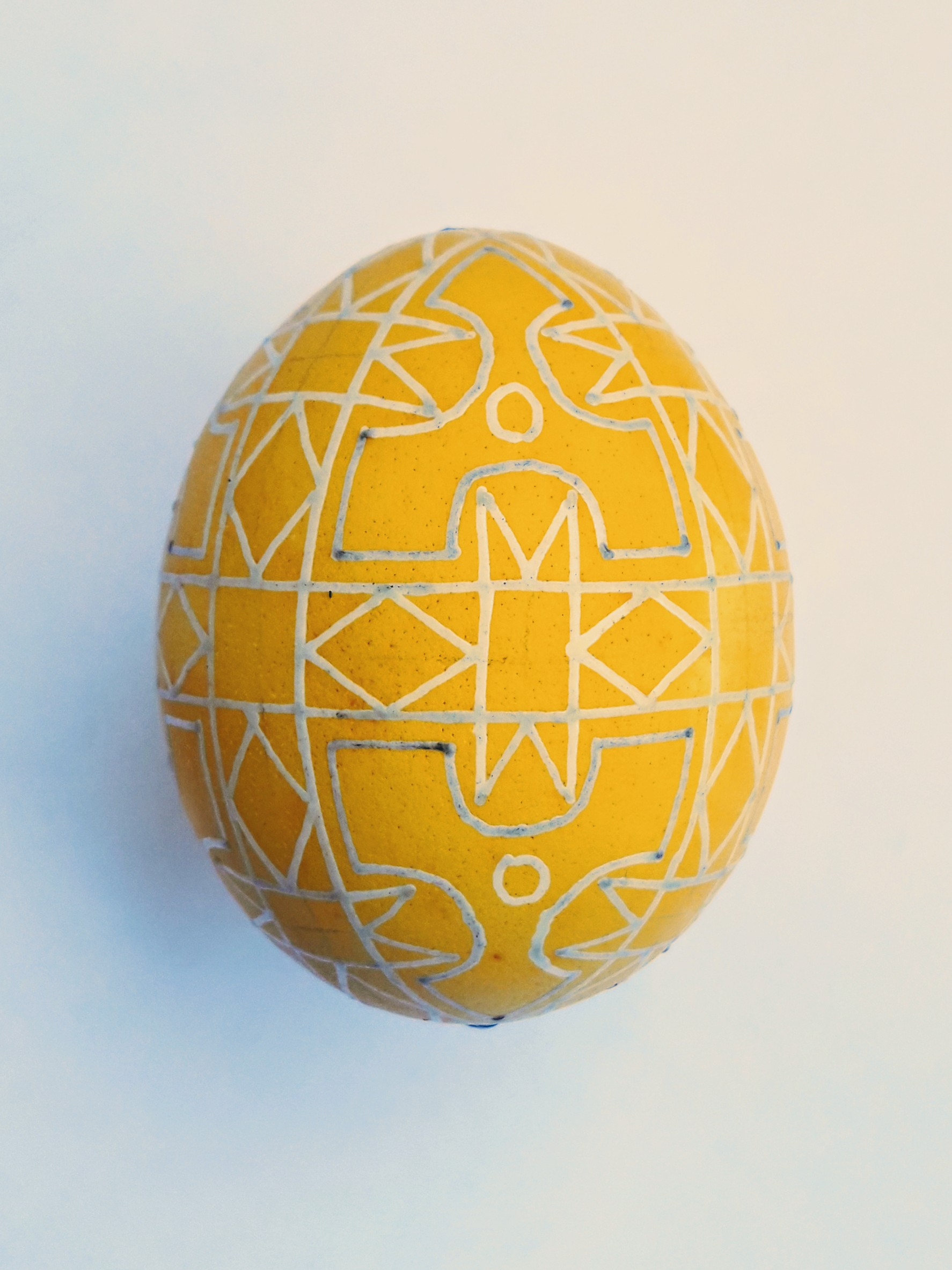
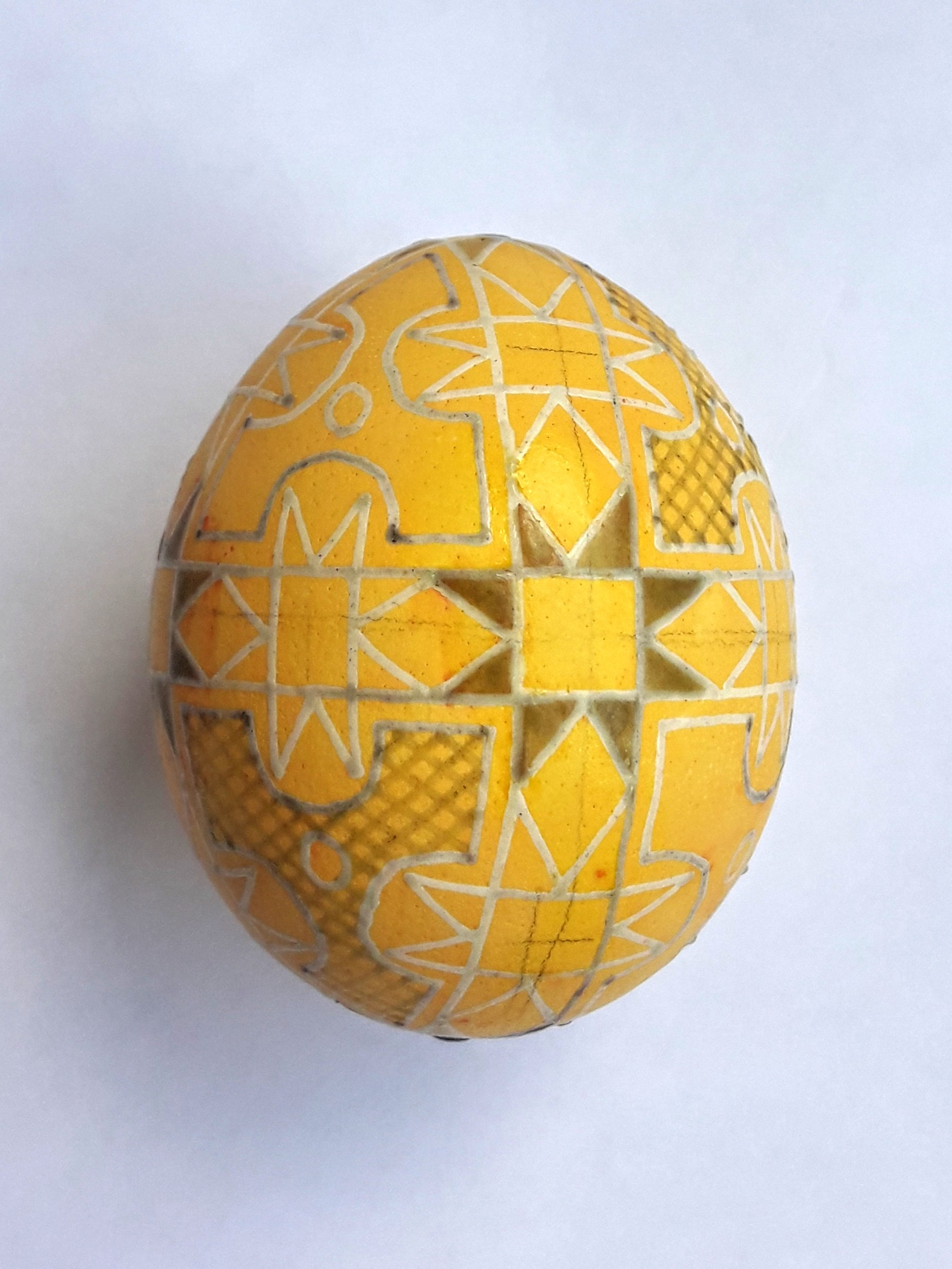
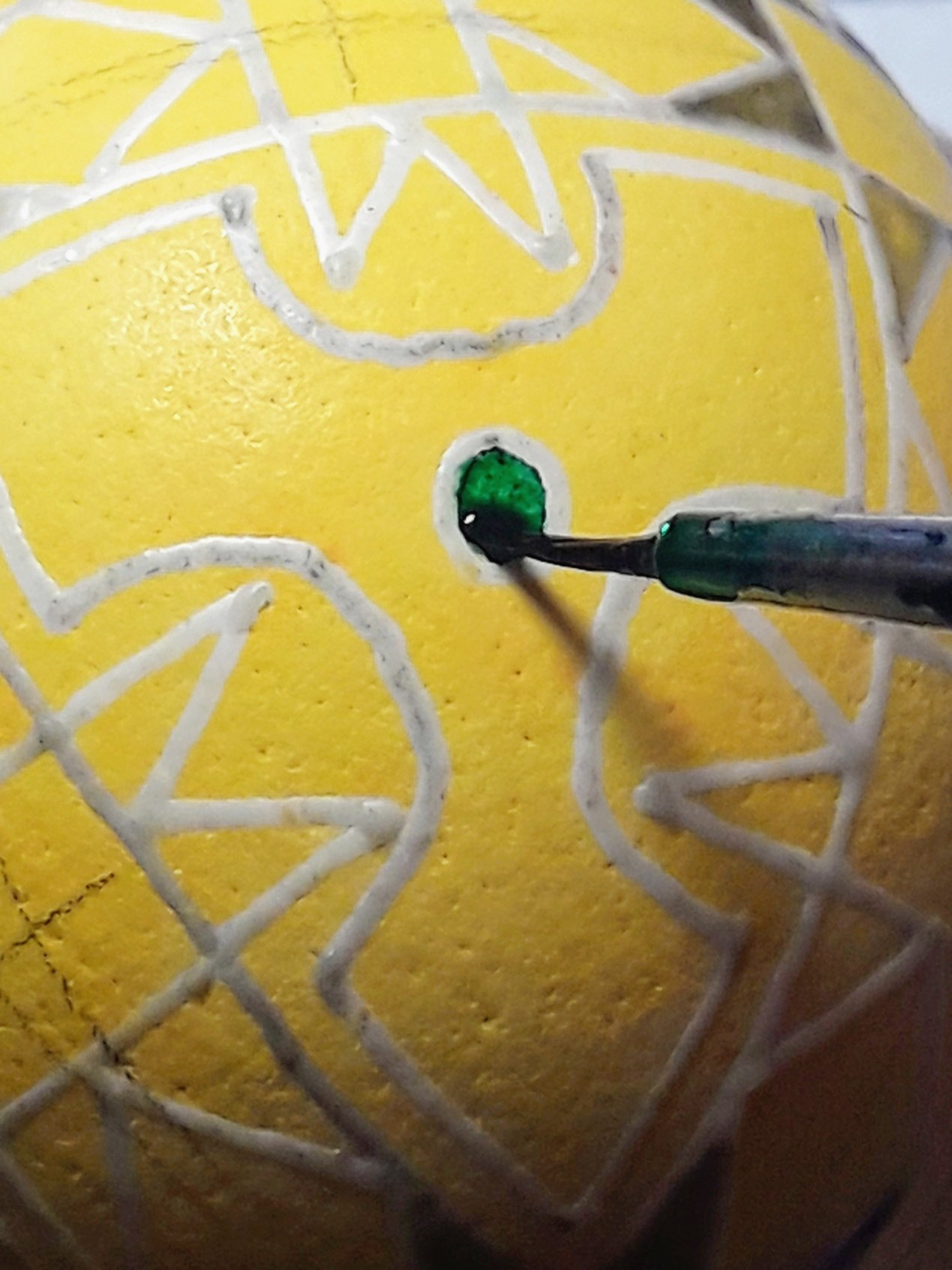
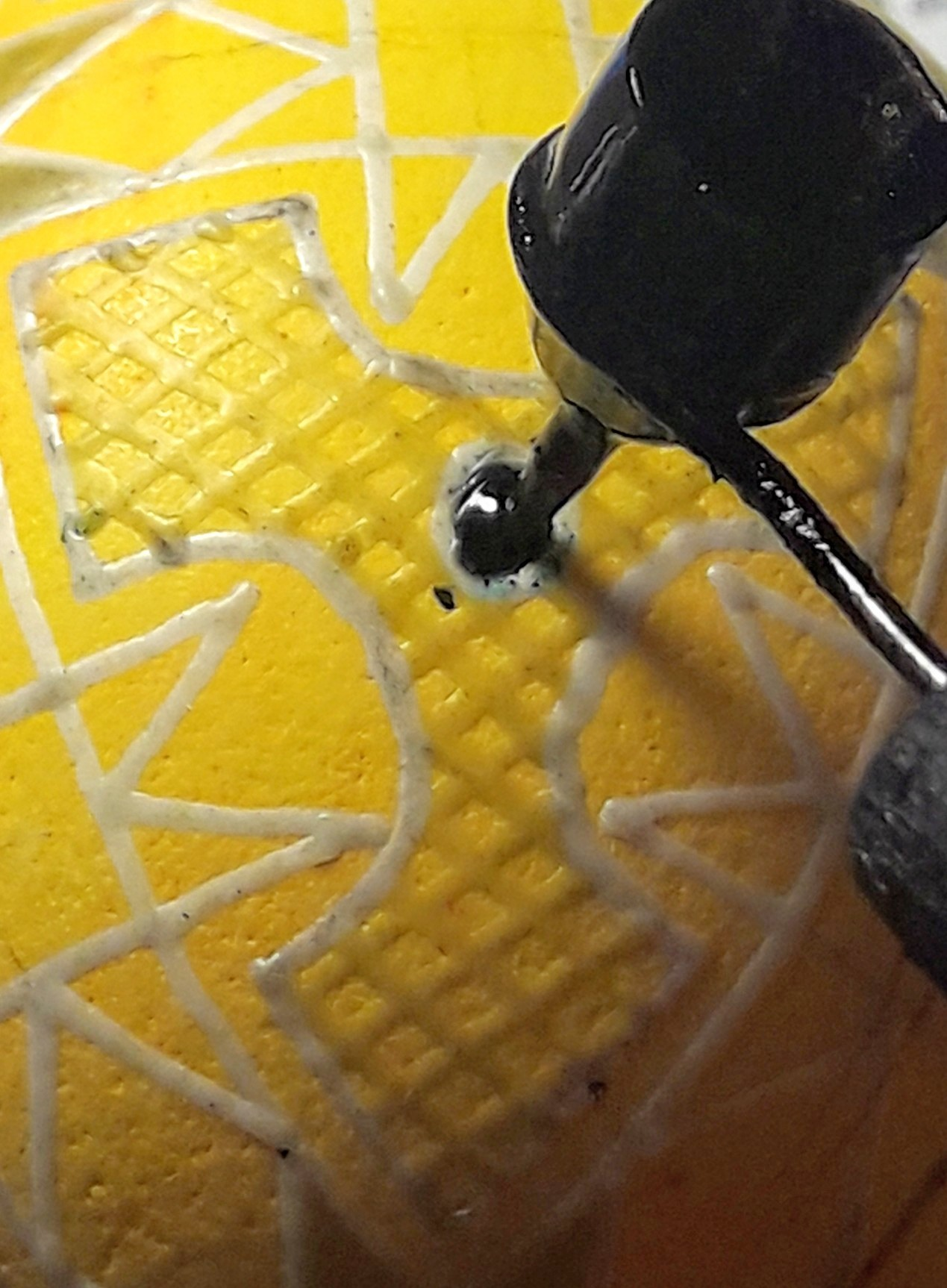
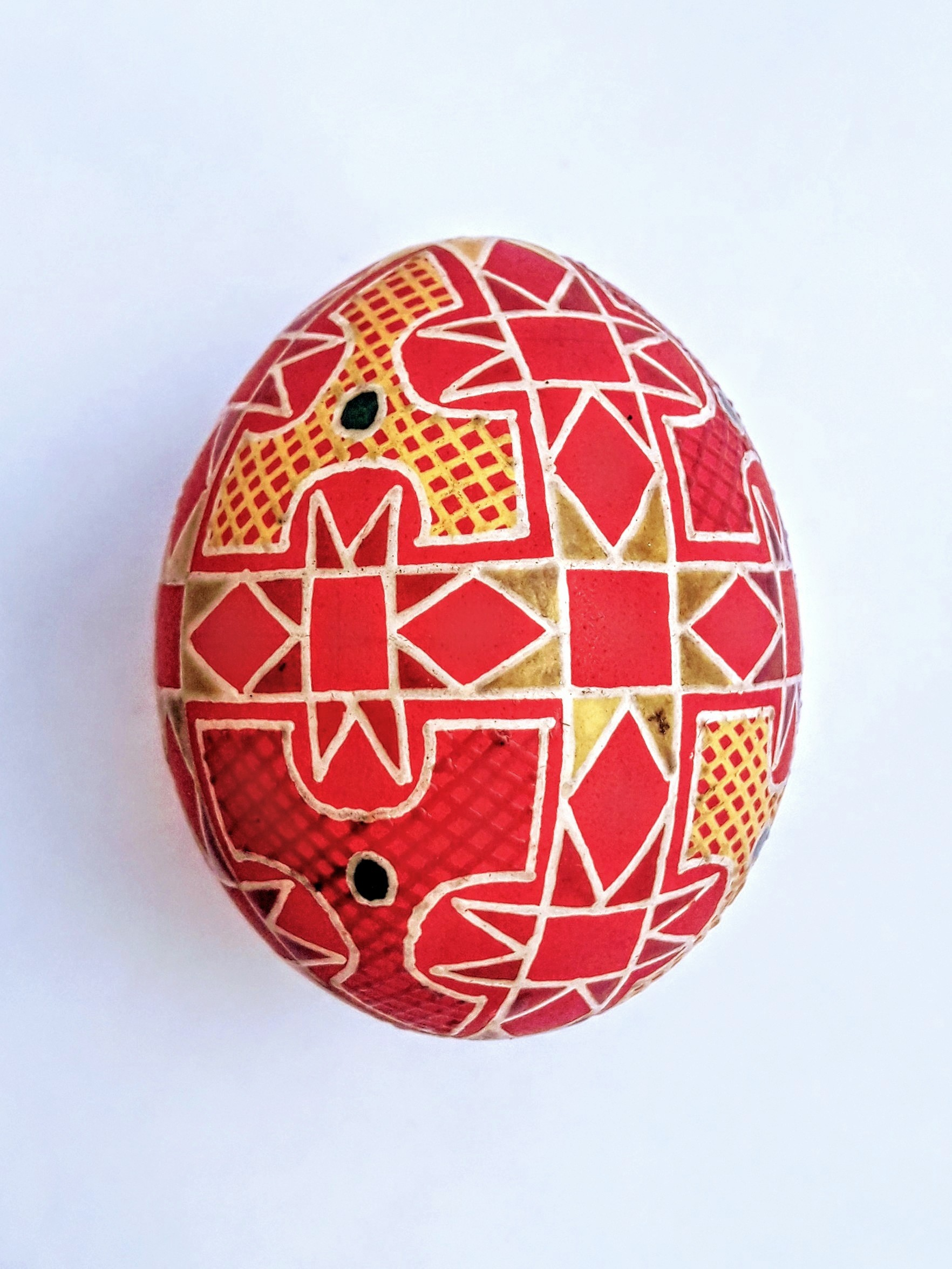
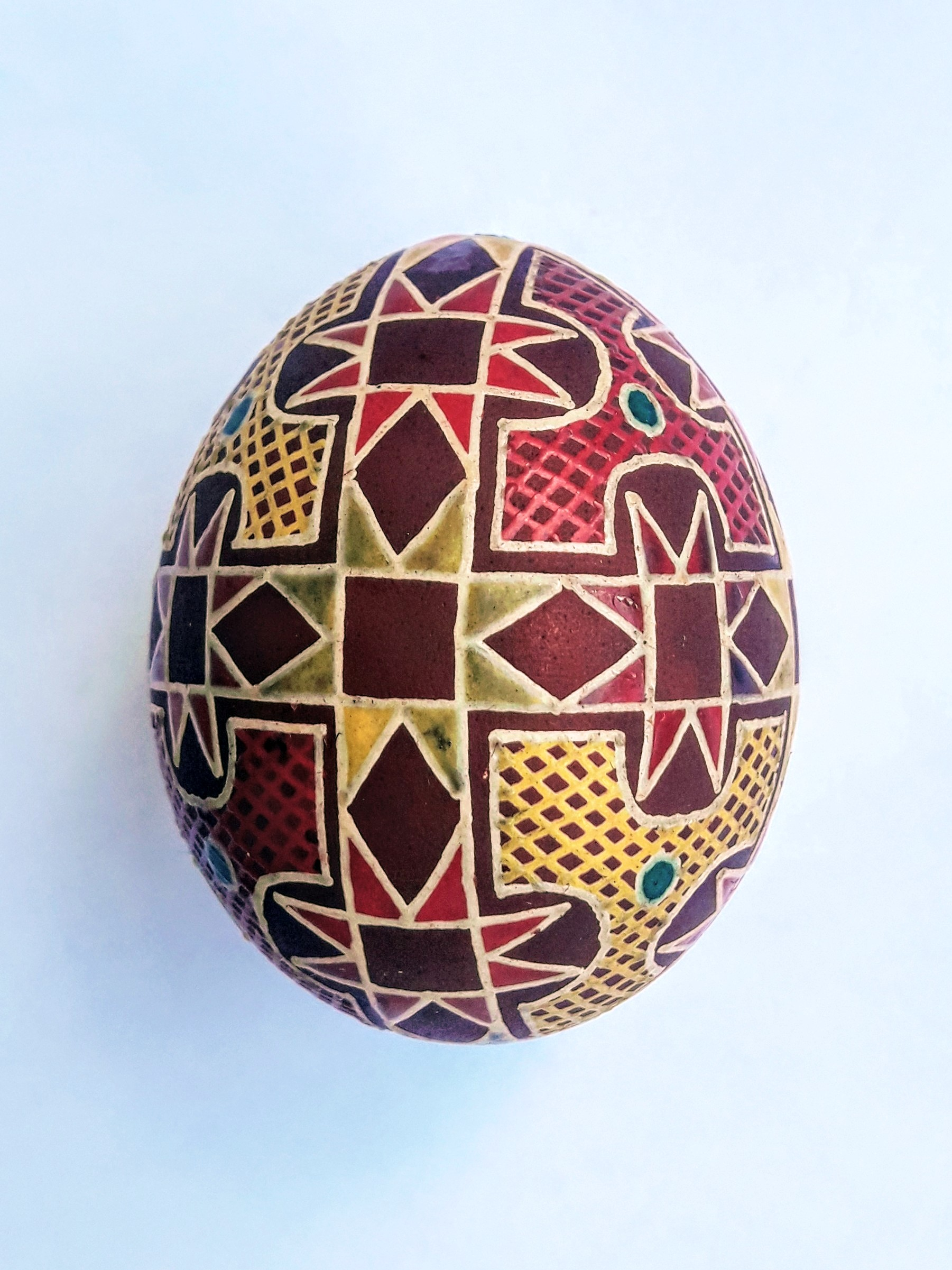
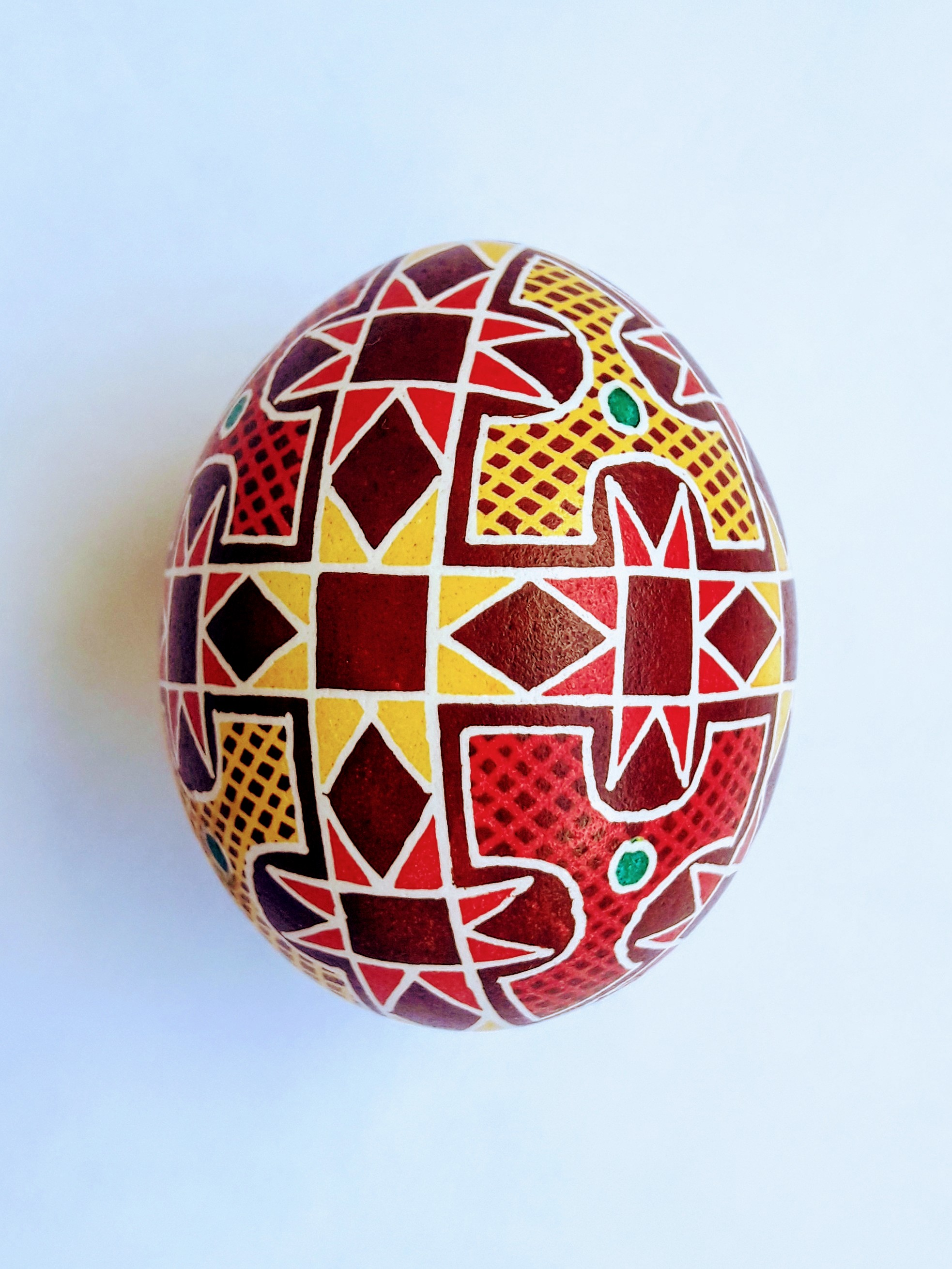